# Llista d'asteroides (446001-447000)
Llista d'asteroides del 446.001 al 447.000, amb data de descoberta i descobridor. És un fragment de la llista d'asteroides completa. Als asteroides se'ls dona un número quan es confirma la seva òrbita, per tant apareixen llistats aproximadament segons la data de descobriment.

## 446001–446100
| Nom    | Designació provisional | Data de descobriment   | Lloc de descobriment | Descobridor/s          |
| ------ | ---------------------- | ---------------------- | -------------------- | ---------------------- |
| 446001 | 2013 CD23              | 29 d'agost de 2006     | Catalina             | CSS                    |
| 446002 | 2013 CE26              | 7 de gener de 2013     | Kitt Peak            | Spacewatch             |
| 446003 | 2013 CZ26              | 28 de setembre de 2003 | Kitt Peak            | Spacewatch             |
| 446004 | 2013 CO29              | 18 de gener de 2013    | Mount Lemmon         | Mt. Lemmon Survey      |
| 446005 | 2013 CO34              | 3 de març de 2009      | Mount Lemmon         | Mt. Lemmon Survey      |
| 446006 | 2013 CR34              | 6 de febrer de 2000    | Catalina             | CSS                    |
| 446007 | 2013 CC35              | 22 d'abril de 2009     | Mount Lemmon         | Mt. Lemmon Survey      |
| 446008 | 2013 CP37              | 6 de desembre de 2008  | Kitt Peak            | Spacewatch             |
| 446009 | 2013 CB39              | 20 de novembre de 2007 | Mount Lemmon         | Mt. Lemmon Survey      |
| 446010 | 2013 CB40              | 3 de març de 2006      | Kitt Peak            | Spacewatch             |
| 446011 | 2013 CJ41              | 10 d'octubre de 2007   | Mount Lemmon         | Mt. Lemmon Survey      |
| 446012 | 2013 CY46              | 31 d'octubre de 2011   | Mount Lemmon         | Mt. Lemmon Survey      |
| 446013 | 2013 CW47              | 4 d'abril de 2005      | Catalina             | CSS                    |
| 446014 | 2013 CN51              | 17 de febrer de 2004   | Kitt Peak            | Spacewatch             |
| 446015 | 2013 CS52              | 3 d'octubre de 2003    | Kitt Peak            | Spacewatch             |
| 446016 | 2013 CK53              | 29 d'octubre de 2008   | Mount Lemmon         | Mt. Lemmon Survey      |
| 446017 | 2013 CP53              | 3 de novembre de 2007  | Kitt Peak            | Spacewatch             |
| 446018 | 2013 CS53              | 7 de febrer de 2013    | Kitt Peak            | Spacewatch             |
| 446019 | 2013 CX53              | 17 d'abril de 2005     | Kitt Peak            | Spacewatch             |
| 446020 | 2013 CH56              | 1 de desembre de 2008  | Kitt Peak            | Spacewatch             |
| 446021 | 2013 CC57              | 17 de gener de 2013    | Catalina             | CSS                    |
| 446022 | 2013 CV57              | 30 de setembre de 2003 | Kitt Peak            | Spacewatch             |
| 446023 | 2013 CL60              | 30 de desembre de 2008 | Mount Lemmon         | Mt. Lemmon Survey      |
| 446024 | 2013 CV64              | 10 d'octubre de 2007   | Mount Lemmon         | Mt. Lemmon Survey      |
| 446025 | 2013 CQ65              | 2 de desembre de 2008  | Kitt Peak            | Spacewatch             |
| 446026 | 2013 CY68              | 5 de novembre de 2007  | Kitt Peak            | Spacewatch             |
| 446027 | 2013 CD73              | 5 d'octubre de 2004    | Kitt Peak            | Spacewatch             |
| 446028 | 2013 CH74              | 9 de novembre de 2007  | Kitt Peak            | Spacewatch             |
| 446029 | 2013 CQ78              | 14 d'octubre de 2004   | Kitt Peak            | Spacewatch             |
| 446030 | 2013 CR78              | 10 d'octubre de 2007   | Kitt Peak            | Spacewatch             |
| 446031 | 2013 CC81              | 12 d'abril de 2004     | Kitt Peak            | Spacewatch             |
| 446032 | 2013 CY83              | 10 de gener de 2008    | Mount Lemmon         | Mt. Lemmon Survey      |
| 446033 | 2013 CU86              | 27 de febrer de 2009   | Kitt Peak            | Spacewatch             |
| 446034 | 2013 CA90              | 22 de febrer de 2009   | Kitt Peak            | Spacewatch             |
| 446035 | 2013 CV94              | 17 de setembre de 2006 | Kitt Peak            | Spacewatch             |
| 446036 | 2013 CK95              | 19 de març de 2009     | Mount Lemmon         | Mt. Lemmon Survey      |
| 446037 | 2013 CN95              | 18 de març de 2004     | Kitt Peak            | Spacewatch             |
| 446038 | 2013 CZ100             | 17 de gener de 2013    | Mount Lemmon         | Mt. Lemmon Survey      |
| 446039 | 2013 CW102             | 4 de novembre de 2007  | Mount Lemmon         | Mt. Lemmon Survey      |
| 446040 | 2013 CS103             | 22 de febrer de 2007   | Mount Lemmon         | Mt. Lemmon Survey      |
| 446041 | 2013 CH105             | 8 de març de 2008      | Mount Lemmon         | Mt. Lemmon Survey      |
| 446042 | 2013 CU105             | 26 de setembre de 2006 | Mount Lemmon         | Mt. Lemmon Survey      |
| 446043 | 2013 CP106             | 19 de gener de 2004    | Kitt Peak            | Spacewatch             |
| 446044 | 2013 CR106             | 15 de gener de 2009    | Kitt Peak            | Spacewatch             |
| 446045 | 2013 CG107             | 23 d'agost de 2004     | Kitt Peak            | Spacewatch             |
| 446046 | 2013 CU108             | 27 d'agost de 2006     | Kitt Peak            | Spacewatch             |
| 446047 | 2013 CX111             | 1 de maig de 2006      | Kitt Peak            | Spacewatch             |
| 446048 | 2013 CB114             | 5 de novembre de 2007  | Kitt Peak            | Spacewatch             |
| 446049 | 2013 CA115             | 17 de març de 2004     | Kitt Peak            | Spacewatch             |
| 446050 | 2013 CP118             | 5 de desembre de 2008  | Kitt Peak            | Spacewatch             |
| 446051 | 2013 CU118             | 18 d'octubre de 2007   | Kitt Peak            | Spacewatch             |
| 446052 | 2013 CL120             | 12 de setembre de 2007 | Catalina             | CSS                    |
| 446053 | 2013 CT120             | 10 de febrer de 2002   | Socorro              | LINEAR                 |
| 446054 | 2013 CC121             | 29 de febrer de 2004   | Kitt Peak            | Spacewatch             |
| 446055 | 2013 CL122             | 15 de desembre de 2007 | Kitt Peak            | Spacewatch             |
| 446056 | 2013 CD124             | 27 de setembre de 2011 | Mount Lemmon         | Mt. Lemmon Survey      |
| 446057 | 2013 CE124             | 29 de febrer de 2004   | Kitt Peak            | Spacewatch             |
| 446058 | 2013 CE126             | 16 de setembre de 2009 | Kitt Peak            | Spacewatch             |
| 446059 | 2013 CU132             | 3 de febrer de 2009    | Kitt Peak            | Spacewatch             |
| 446060 | 2013 CQ134             | 14 de març de 2004     | Socorro              | LINEAR                 |
| 446061 | 2013 CP135             | 24 d'abril de 2000     | Kitt Peak            | Spacewatch             |
| 446062 | 2013 CU135             | 31 d'octubre de 2008   | Catalina             | CSS                    |
| 446063 | 2013 CX136             | 15 d'abril de 2001     | Kitt Peak            | Spacewatch             |
| 446064 | 2013 CC137             | 19 de novembre de 2007 | Kitt Peak            | Spacewatch             |
| 446065 | 2013 CS148             | 20 de novembre de 2004 | Kitt Peak            | Spacewatch             |
| 446066 | 2013 CR150             | 7 d'octubre de 2005    | Kitt Peak            | Spacewatch             |
| 446067 | 2013 CP151             | 19 d'octubre de 2006   | Kitt Peak            | Spacewatch             |
| 446068 | 2013 CQ151             | 27 d'agost de 2006     | Kitt Peak            | Spacewatch             |
| 446069 | 2013 CO155             | 31 de desembre de 2007 | Kitt Peak            | Spacewatch             |
| 446070 | 2013 CV156             | 19 de setembre de 2006 | Catalina             | CSS                    |
| 446071 | 2013 CC159             | 14 de febrer de 2013   | Kitt Peak            | Spacewatch             |
| 446072 | 2013 CE159             | 11 de gener de 2008    | Mount Lemmon         | Mt. Lemmon Survey      |
| 446073 | 2013 CC162             | 15 de novembre de 1998 | Kitt Peak            | Spacewatch             |
| 446074 | 2013 CV162             | 10 de març de 2002     | Cima Ekar            | ADAS                   |
| 446075 | 2013 CR166             | 24 d'abril de 2009     | Mount Lemmon         | Mt. Lemmon Survey      |
| 446076 | 2013 CD168             | 2 de novembre de 2011  | Mount Lemmon         | Mt. Lemmon Survey      |
| 446077 | 2013 CE169             | 17 de novembre de 2004 | Campo Imperatore     | CINEOS                 |
| 446078 | 2013 CA170             | 19 de febrer de 2009   | Kitt Peak            | Spacewatch             |
| 446079 | 2013 CV170             | 8 d'abril de 2008      | Mount Lemmon         | Mt. Lemmon Survey      |
| 446080 | 2013 CV171             | 2 d'octubre de 2006    | Mount Lemmon         | Mt. Lemmon Survey      |
| 446081 | 2013 CW172             | 8 de febrer de 2013    | XuYi                 | PMO NEO Survey Program |
| 446082 | 2013 CQ174             | 14 de setembre de 2006 | Kitt Peak            | Spacewatch             |
| 446083 | 2013 CT177             | 29 de desembre de 2003 | Kitt Peak            | Spacewatch             |
| 446084 | 2013 CX178             | 20 d'octubre de 2007   | Mount Lemmon         | Mt. Lemmon Survey      |
| 446085 | 2013 CW179             | 1 de desembre de 2008  | Mount Lemmon         | Mt. Lemmon Survey      |
| 446086 | 2013 CZ179             | 14 de desembre de 2004 | Kitt Peak            | Spacewatch             |
| 446087 | 2013 CN183             | 3 de novembre de 2005  | Mount Lemmon         | Mt. Lemmon Survey      |
| 446088 | 2013 CK185             | 15 de setembre de 2007 | Mount Lemmon         | Mt. Lemmon Survey      |
| 446089 | 2013 CD186             | 10 de setembre de 2007 | Kitt Peak            | Spacewatch             |
| 446090 | 2013 CF186             | 2 d'octubre de 2003    | Kitt Peak            | Spacewatch             |
| 446091 | 2013 CV186             | 23 de setembre de 2006 | Kitt Peak            | Spacewatch             |
| 446092 | 2013 CE187             | 16 d'abril de 2005     | Kitt Peak            | Spacewatch             |
| 446093 | 2013 CX188             | 10 d'octubre de 2007   | Mount Lemmon         | Mt. Lemmon Survey      |
| 446094 | 2013 CN190             | 25 de maig de 2006     | Mount Lemmon         | Mt. Lemmon Survey      |
| 446095 | 2013 CR190             | 16 de desembre de 2007 | Mount Lemmon         | Mt. Lemmon Survey      |
| 446096 | 2013 CC191             | 16 de novembre de 2000 | Kitt Peak            | Spacewatch             |
| 446097 | 2013 CW197             | 10 de març de 2002     | Kitt Peak            | Spacewatch             |
| 446098 | 2013 CO206             | 7 de maig de 2005      | Kitt Peak            | Spacewatch             |
| 446099 | 2013 CP208             | 28 de setembre de 2006 | Mount Lemmon         | Mt. Lemmon Survey      |
| 446100 | 2013 CN215             | 12 de setembre de 2010 | Mount Lemmon         | Mt. Lemmon Survey      |

## 446101–446200
| Nom    | Designació provisional | Data de descobriment   | Lloc de descobriment | Descobridor/s        |
| ------ | ---------------------- | ---------------------- | -------------------- | -------------------- |
| 446101 | 2013 CC216             | 21 d'octubre de 2011   | Kitt Peak            | Spacewatch           |
| 446102 | 2013 DN2               | 4 de desembre de 2007  | Kitt Peak            | Spacewatch           |
| 446103 | 2013 DC3               | 27 de juliol de 2009   | Catalina             | CSS                  |
| 446104 | 2013 DF3               | 18 de març de 2009     | Kitt Peak            | Spacewatch           |
| 446105 | 2013 DN4               | 29 d'agost de 2011     | Siding Spring        | Siding Spring Survey |
| 446106 | 2013 DQ4               | 13 de febrer de 2004   | Kitt Peak            | Spacewatch           |
| 446107 | 2013 DR4               | 12 de gener de 2008    | Kitt Peak            | Spacewatch           |
| 446108 | 2013 DU4               | 29 de març de 2000     | Kitt Peak            | Spacewatch           |
| 446109 | 2013 DG5               | 17 de gener de 2013    | Mount Lemmon         | Mt. Lemmon Survey    |
| 446110 | 2013 DT6               | 19 de novembre de 2003 | Kitt Peak            | Spacewatch           |
| 446111 | 2013 DJ11              | 28 de febrer de 2009   | Kitt Peak            | Spacewatch           |
| 446112 | 2013 DM13              | 31 de gener de 2009    | Kitt Peak            | Spacewatch           |
| 446113 | 2013 DT15              | 15 de juny de 2009     | Mount Lemmon         | Mt. Lemmon Survey    |
| 446114 | 2013 EK1               | 8 de març de 2000      | Kitt Peak            | Spacewatch           |
| 446115 | 2013 EZ1               | 11 de febrer de 2002   | Socorro              | LINEAR               |
| 446116 | 2013 EL6               | 9 de novembre de 2007  | Kitt Peak            | Spacewatch           |
| 446117 | 2013 ES6               | 28 d'octubre de 2006   | Mount Lemmon         | Mt. Lemmon Survey    |
| 446118 | 2013 ER7               | 26 de febrer de 2008   | Mount Lemmon         | Mt. Lemmon Survey    |
| 446119 | 2013 EW8               | 30 de setembre de 2005 | Mount Lemmon         | Mt. Lemmon Survey    |
| 446120 | 2013 EB9               | 5 d'octubre de 2002    | Kitt Peak            | Spacewatch           |
| 446121 | 2013 EH9               | 22 de gener de 2013    | Mount Lemmon         | Mt. Lemmon Survey    |
| 446122 | 2013 EG12              | 7 de febrer de 2008    | Kitt Peak            | Spacewatch           |
| 446123 | 2013 EW19              | 3 d'octubre de 2006    | Mount Lemmon         | Mt. Lemmon Survey    |
| 446124 | 2013 EN21              | 8 de març de 2008      | Kitt Peak            | Spacewatch           |
| 446125 | 2013 EM22              | 9 de març de 2002      | Kitt Peak            | Spacewatch           |
| 446126 | 2013 EF30              | 3 de maig de 2002      | Kitt Peak            | Spacewatch           |
| 446127 | 2013 EJ32              | 9 de novembre de 2007  | Mount Lemmon         | Mt. Lemmon Survey    |
| 446128 | 2013 EW32              | 21 de gener de 2002    | Socorro              | LINEAR               |
| 446129 | 2013 EC33              | 16 de desembre de 2007 | Mount Lemmon         | Mt. Lemmon Survey    |
| 446130 | 2013 ES33              | 21 de setembre de 2001 | Socorro              | LINEAR               |
| 446131 | 2013 EB35              | 11 de març de 2008     | Kitt Peak            | Spacewatch           |
| 446132 | 2013 EL47              | 10 de març de 2000     | Kitt Peak            | Spacewatch           |
| 446133 | 2013 EV48              | 27 de desembre de 2006 | Mount Lemmon         | Mt. Lemmon Survey    |
| 446134 | 2013 EF51              | 1 de desembre de 1994  | Kitt Peak            | Spacewatch           |
| 446135 | 2013 ET55              | 14 de febrer de 2013   | Kitt Peak            | Spacewatch           |
| 446136 | 2013 EV60              | 17 d'octubre de 2006   | Mount Lemmon         | Mt. Lemmon Survey    |
| 446137 | 2013 EB65              | 6 d'abril de 2008      | Catalina             | CSS                  |
| 446138 | 2013 EW70              | 1 de febrer de 2008    | Kitt Peak            | Spacewatch           |
| 446139 | 2013 EA72              | 10 de gener de 2008    | Mount Lemmon         | Mt. Lemmon Survey    |
| 446140 | 2013 EG78              | 28 de setembre de 2006 | Kitt Peak            | Spacewatch           |
| 446141 | 2013 EZ79              | 13 de setembre de 2004 | Kitt Peak            | Spacewatch           |
| 446142 | 2013 EN80              | 13 d'abril de 2008     | Mount Lemmon         | Mt. Lemmon Survey    |
| 446143 | 2013 EW83              | 18 de novembre de 2003 | Kitt Peak            | Spacewatch           |
| 446144 | 2013 EE86              | 5 de febrer de 2013    | Kitt Peak            | Spacewatch           |
| 446145 | 2013 EB93              | 1 de febrer de 2013    | Kitt Peak            | Spacewatch           |
| 446146 | 2013 EV94              | 28 de febrer de 2008   | Mount Lemmon         | Mt. Lemmon Survey    |
| 446147 | 2013 EA95              | 19 de febrer de 2009   | Kitt Peak            | Spacewatch           |
| 446148 | 2013 ED97              | 30 de gener de 2008    | Mount Lemmon         | Mt. Lemmon Survey    |
| 446149 | 2013 ED99              | 26 de febrer de 2008   | Mount Lemmon         | Mt. Lemmon Survey    |
| 446150 | 2013 EO102             | 11 de març de 2013     | Kitt Peak            | Spacewatch           |
| 446151 | 2013 EW104             | 10 de març de 2008     | Kitt Peak            | Spacewatch           |
| 446152 | 2013 EZ104             | 13 de març de 2007     | Mount Lemmon         | Mt. Lemmon Survey    |
| 446153 | 2013 EP106             | 16 d'octubre de 2006   | Catalina             | CSS                  |
| 446154 | 2013 EB109             | 30 de desembre de 2007 | Catalina             | CSS                  |
| 446155 | 2013 ES110             | 19 d'abril de 2009     | Mount Lemmon         | Mt. Lemmon Survey    |
| 446156 | 2013 EZ113             | 1 de novembre de 2005  | Mount Lemmon         | Mt. Lemmon Survey    |
| 446157 | 2013 EJ114             | 28 de març de 2008     | Kitt Peak            | Spacewatch           |
| 446158 | 2013 EK115             | 4 d'agost de 2010      | WISE                 | WISE                 |
| 446159 | 2013 EA117             | 29 de març de 2008     | Mount Lemmon         | Mt. Lemmon Survey    |
| 446160 | 2013 EP117             | 12 d'octubre de 2007   | Mount Lemmon         | Mt. Lemmon Survey    |
| 446161 | 2013 EH118             | 19 de març de 2004     | Socorro              | LINEAR               |
| 446162 | 2013 EC119             | 30 de setembre de 1997 | Kitt Peak            | Spacewatch           |
| 446163 | 2013 EE119             | 6 de febrer de 2002    | Socorro              | LINEAR               |
| 446164 | 2013 ED120             | 20 d'octubre de 2006   | Mount Lemmon         | Mt. Lemmon Survey    |
| 446165 | 2013 EF122             | 11 de setembre de 2004 | Kitt Peak            | Spacewatch           |
| 446166 | 2013 EX122             | 5 d'abril de 2003      | Kitt Peak            | Spacewatch           |
| 446167 | 2013 EB123             | 21 de març de 2002     | Kitt Peak            | Spacewatch           |
| 446168 | 2013 EO123             | 13 de desembre de 2004 | Kitt Peak            | Spacewatch           |
| 446169 | 2013 EP124             | 4 de novembre de 2004  | Catalina             | CSS                  |
| 446170 | 2013 EQ124             | 30 de març de 2008     | Kitt Peak            | Spacewatch           |
| 446171 | 2013 ED125             | 14 d'abril de 2008     | Kitt Peak            | Spacewatch           |
| 446172 | 2013 ED126             | 8 de febrer de 2007    | Mount Lemmon         | Mt. Lemmon Survey    |
| 446173 | 2013 EC128             | 25 d'abril de 2003     | Kitt Peak            | Spacewatch           |
| 446174 | 2013 EX133             | 30 de setembre de 2005 | Mount Lemmon         | Mt. Lemmon Survey    |
| 446175 | 2013 ER143             | 24 d'octubre de 2011   | Mount Lemmon         | Mt. Lemmon Survey    |
| 446176 | 2013 FD2               | 7 d'abril de 2008      | Mount Lemmon         | Mt. Lemmon Survey    |
| 446177 | 2013 FN2               | 13 d'abril de 2008     | Mount Lemmon         | Mt. Lemmon Survey    |
| 446178 | 2013 FC6               | 3 de juliol de 2010    | WISE                 | WISE                 |
| 446179 | 2013 FE7               | 13 de febrer de 2008   | Mount Lemmon         | Mt. Lemmon Survey    |
| 446180 | 2013 FS9               | 11 de març de 2013     | Mount Lemmon         | Mt. Lemmon Survey    |
| 446181 | 2013 FL10              | 28 de gener de 2007    | Kitt Peak            | Spacewatch           |
| 446182 | 2013 FQ11              | 19 d'octubre de 2006   | Kitt Peak            | Spacewatch           |
| 446183 | 2013 FR11              | 3 d'octubre de 2010    | Kitt Peak            | Spacewatch           |
| 446184 | 2013 FZ15              | 10 de març de 2007     | Mount Lemmon         | Mt. Lemmon Survey    |
| 446185 | 2013 FF17              | 27 de gener de 2007    | Mount Lemmon         | Mt. Lemmon Survey    |
| 446186 | 2013 FM17              | 26 de setembre de 2005 | Kitt Peak            | Spacewatch           |
| 446187 | 2013 FV17              | 30 de setembre de 2006 | Mount Lemmon         | Mt. Lemmon Survey    |
| 446188 | 2013 FX18              | 31 de març de 2013     | Mount Lemmon         | Mt. Lemmon Survey    |
| 446189 | 2013 FA20              | 27 d'octubre de 2005   | Kitt Peak            | Spacewatch           |
| 446190 | 2013 FM20              | 30 de novembre de 2005 | Kitt Peak            | Spacewatch           |
| 446191 | 2013 FB23              | 13 d'octubre de 2006   | Kitt Peak            | Spacewatch           |
| 446192 | 2013 FQ25              | 31 de març de 2009     | Mount Lemmon         | Mt. Lemmon Survey    |
| 446193 | 2013 FZ26              | 7 de setembre de 2004  | Kitt Peak            | Spacewatch           |
| 446194 | 2013 FC27              | 27 de març de 2009     | Mount Lemmon         | Mt. Lemmon Survey    |
| 446195 | 2013 FJ27              | 29 de desembre de 2011 | Mount Lemmon         | Mt. Lemmon Survey    |
| 446196 | 2013 GL                | 17 d'abril de 2005     | Kitt Peak            | Spacewatch           |
| 446197 | 2013 GN                | 24 de desembre de 2005 | Kitt Peak            | Spacewatch           |
| 446198 | 2013 GS                | 29 de febrer de 2000   | Socorro              | LINEAR               |
| 446199 | 2013 GU1               | 26 d'octubre de 2001   | Kitt Peak            | Spacewatch           |
| 446200 | 2013 GG2               | 3 de novembre de 2005  | Mount Lemmon         | Mt. Lemmon Survey    |

## 446201–446300
| Nom    | Designació provisional | Data de descobriment   | Lloc de descobriment | Descobridor/s     |
| ------ | ---------------------- | ---------------------- | -------------------- | ----------------- |
| 446201 | 2013 GK5               | 16 de desembre de 2007 | Mount Lemmon         | Mt. Lemmon Survey |
| 446202 | 2013 GA6               | 5 de març de 2008      | Mount Lemmon         | Mt. Lemmon Survey |
| 446203 | 2013 GW9               | 27 d'octubre de 2005   | Kitt Peak            | Spacewatch        |
| 446204 | 2013 GW14              | 6 de setembre de 1996  | Kitt Peak            | Spacewatch        |
| 446205 | 2013 GA17              | 28 d'abril de 2004     | Kitt Peak            | Spacewatch        |
| 446206 | 2013 GJ17              | 28 de maig de 2003     | Kitt Peak            | Spacewatch        |
| 446207 | 2013 GD24              | 7 de novembre de 2010  | Mount Lemmon         | Mt. Lemmon Survey |
| 446208 | 2013 GE24              | 8 de març de 2008      | Kitt Peak            | Spacewatch        |
| 446209 | 2013 GH29              | 16 de març de 2004     | Kitt Peak            | Spacewatch        |
| 446210 | 2013 GF31              | 14 d'octubre de 1998   | Caussols             | ODAS              |
| 446211 | 2013 GA36              | 31 de març de 2009     | Kitt Peak            | Spacewatch        |
| 446212 | 2013 GD41              | 23 de març de 2004     | Kitt Peak            | Spacewatch        |
| 446213 | 2013 GL45              | 23 de febrer de 2007   | Kitt Peak            | Spacewatch        |
| 446214 | 2013 GD50              | 12 de març de 2007     | Kitt Peak            | Spacewatch        |
| 446215 | 2013 GN50              | 6 de febrer de 1997    | Kitt Peak            | Spacewatch        |
| 446216 | 2013 GU50              | 29 de setembre de 2011 | Mount Lemmon         | Mt. Lemmon Survey |
| 446217 | 2013 GU52              | 4 de desembre de 2005  | Kitt Peak            | Spacewatch        |
| 446218 | 2013 GA56              | 22 de novembre de 2005 | Kitt Peak            | Spacewatch        |
| 446219 | 2013 GB56              | 17 de gener de 2007    | Kitt Peak            | Spacewatch        |
| 446220 | 2013 GG56              | 29 de gener de 2007    | Kitt Peak            | Spacewatch        |
| 446221 | 2013 GQ58              | 12 d'abril de 2005     | Kitt Peak            | Spacewatch        |
| 446222 | 2013 GL60              | 28 de gener de 2007    | Mount Lemmon         | Mt. Lemmon Survey |
| 446223 | 2013 GJ64              | 30 de novembre de 2005 | Mount Lemmon         | Mt. Lemmon Survey |
| 446224 | 2013 GT69              | 10 de novembre de 1996 | Kitt Peak            | Spacewatch        |
| 446225 | 2013 GF75              | 19 de setembre de 2006 | Kitt Peak            | Spacewatch        |
| 446226 | 2013 GP77              | 4 d'octubre de 1999    | Kitt Peak            | Spacewatch        |
| 446227 | 2013 GM87              | 13 de març de 2007     | Kitt Peak            | Spacewatch        |
| 446228 | 2013 GW88              | 17 d'abril de 1996     | Kitt Peak            | Spacewatch        |
| 446229 | 2013 GH94              | 3 de maig de 2008      | Mount Lemmon         | Mt. Lemmon Survey |
| 446230 | 2013 GQ100             | 30 de novembre de 2005 | Kitt Peak            | Spacewatch        |
| 446231 | 2013 GA106             | 28 de març de 2008     | Mount Lemmon         | Mt. Lemmon Survey |
| 446232 | 2013 GR106             | 19 de setembre de 2006 | Kitt Peak            | Spacewatch        |
| 446233 | 2013 GH108             | 25 d'octubre de 2005   | Kitt Peak            | Spacewatch        |
| 446234 | 2013 GG115             | 25 d'agost de 2004     | Kitt Peak            | Spacewatch        |
| 446235 | 2013 GQ115             | 11 de novembre de 2010 | Catalina             | CSS               |
| 446236 | 2013 GG118             | 12 d'octubre de 2004   | Kitt Peak            | Spacewatch        |
| 446237 | 2013 GL118             | 27 de febrer de 2007   | Kitt Peak            | Spacewatch        |
| 446238 | 2013 GV121             | 19 d'octubre de 2006   | Catalina             | CSS               |
| 446239 | 2013 GV127             | 10 de setembre de 2004 | Kitt Peak            | Spacewatch        |
| 446240 | 2013 GO129             | 2 de maig de 2008      | Catalina             | CSS               |
| 446241 | 2013 HW4               | 13 de març de 2008     | Catalina             | CSS               |
| 446242 | 2013 HY8               | 23 de juny de 2009     | Mount Lemmon         | Mt. Lemmon Survey |
| 446243 | 2013 HY9               | 25 de novembre de 2005 | Catalina             | CSS               |
| 446244 | 2013 HE17              | 28 d'octubre de 2010   | Kitt Peak            | Spacewatch        |
| 446245 | 2013 HG33              | 13 de desembre de 2006 | Kitt Peak            | Spacewatch        |
| 446246 | 2013 HT35              | 1 d'octubre de 2003    | Kitt Peak            | Spacewatch        |
| 446247 | 2013 HS42              | 3 de novembre de 2010  | Mount Lemmon         | Mt. Lemmon Survey |
| 446248 | 2013 HW48              | 23 de febrer de 2007   | Mount Lemmon         | Mt. Lemmon Survey |
| 446249 | 2013 HG55              | 11 d'octubre de 2004   | Kitt Peak            | Spacewatch        |
| 446250 | 2013 HU57              | 25 d'octubre de 2005   | Mount Lemmon         | Mt. Lemmon Survey |
| 446251 | 2013 HX58              | 4 de setembre de 2010  | Kitt Peak            | Spacewatch        |
| 446252 | 2013 HP69              | 12 de març de 2007     | Mount Lemmon         | Mt. Lemmon Survey |
| 446253 | 2013 HM70              | 15 de setembre de 2009 | Kitt Peak            | Spacewatch        |
| 446254 | 2013 HY70              | 24 d'abril de 2008     | Kitt Peak            | Spacewatch        |
| 446255 | 2013 HB80              | 17 de setembre de 2006 | Kitt Peak            | Spacewatch        |
| 446256 | 2013 HA87              | 10 de gener de 2008    | Kitt Peak            | Spacewatch        |
| 446257 | 2013 HL97              | 28 de maig de 2008     | Mount Lemmon         | Mt. Lemmon Survey |
| 446258 | 2013 HO97              | 5 d'octubre de 2004    | Kitt Peak            | Spacewatch        |
| 446259 | 2013 HE103             | 11 de novembre de 2005 | Kitt Peak            | Spacewatch        |
| 446260 | 2013 HS109             | 24 d'octubre de 2005   | Kitt Peak            | Spacewatch        |
| 446261 | 2013 HU144             | 2 de març de 2000      | Kitt Peak            | Spacewatch        |
| 446262 | 2013 JU10              | 21 de novembre de 1998 | Kitt Peak            | Spacewatch        |
| 446263 | 2013 JC33              | 30 d'octubre de 2006   | Mount Lemmon         | Mt. Lemmon Survey |
| 446264 | 2013 JK50              | 16 de setembre de 2009 | Mount Lemmon         | Mt. Lemmon Survey |
| 446265 | 2013 JQ58              | 3 de novembre de 2011  | Kitt Peak            | Spacewatch        |
| 446266 | 2013 KV                | 1 de desembre de 2005  | Kitt Peak            | Spacewatch        |
| 446267 | 2013 KD14              | 8 de desembre de 2010  | Kitt Peak            | Spacewatch        |
| 446268 | 2013 LD32              | 12 de març de 2007     | Kitt Peak            | Spacewatch        |
| 446269 | 2013 ST20              | 17 de novembre de 2008 | Catalina             | CSS               |
| 446270 | 2013 YM123             | 26 de febrer de 2011   | Kitt Peak            | Spacewatch        |
| 446271 | 2014 AP46              | 6 de desembre de 2010  | Catalina             | CSS               |
| 446272 | 2014 BA6               | 22 de febrer de 2011   | Kitt Peak            | Spacewatch        |
| 446273 | 2014 BM6               | 21 de febrer de 2007   | Kitt Peak            | Spacewatch        |
| 446274 | 2014 BM22              | 25 de febrer de 2007   | Mount Lemmon         | Mt. Lemmon Survey |
| 446275 | 2014 BP24              | 9 d'octubre de 2005    | Kitt Peak            | Spacewatch        |
| 446276 | 2014 CC3               | 23 de març de 2006     | Catalina             | CSS               |
| 446277 | 2014 CW13              | 31 de gener de 2006    | Anderson Mesa        | LONEOS            |
| 446278 | 2014 DT2               | 8 d'octubre de 2007    | Catalina             | CSS               |
| 446279 | 2014 DZ15              | 13 de març de 2010     | Catalina             | CSS               |
| 446280 | 2014 DM21              | 25 de març de 2006     | Kitt Peak            | Spacewatch        |
| 446281 | 2014 DH33              | 29 de març de 2004     | Kitt Peak            | Spacewatch        |
| 446282 | 2014 DW33              | 28 de maig de 2008     | Mount Lemmon         | Mt. Lemmon Survey |
| 446283 | 2014 DB35              | 28 de gener de 2007    | Mount Lemmon         | Mt. Lemmon Survey |
| 446284 | 2014 DU38              | 25 de febrer de 2007   | Mount Lemmon         | Mt. Lemmon Survey |
| 446285 | 2014 DU41              | 2 d'abril de 2006      | Kitt Peak            | Spacewatch        |
| 446286 | 2014 DK57              | 29 de setembre de 2008 | Kitt Peak            | Spacewatch        |
| 446287 | 2014 DF59              | 27 de març de 2011     | Kitt Peak            | Spacewatch        |
| 446288 | 2014 DW68              | 19 d'abril de 1998     | Kitt Peak            | Spacewatch        |
| 446289 | 2014 DT70              | 22 de març de 2004     | Socorro              | LINEAR            |
| 446290 | 2014 DJ72              | 20 de desembre de 2009 | Kitt Peak            | Spacewatch        |
| 446291 | 2014 DN100             | 9 de març de 2003      | Kitt Peak            | Spacewatch        |
| 446292 | 2014 DK106             | 9 d'abril de 2006      | Kitt Peak            | Spacewatch        |
| 446293 | 2014 DJ108             | 21 de març de 2010     | Kitt Peak            | Spacewatch        |
| 446294 | 2014 DG109             | 26 d'octubre de 2008   | Kitt Peak            | Spacewatch        |
| 446295 | 2014 DC111             | 2 de gener de 2009     | Mount Lemmon         | Mt. Lemmon Survey |
| 446296 | 2014 DC121             | 18 d'abril de 2007     | Kitt Peak            | Spacewatch        |
| 446297 | 2014 DE121             | 5 d'abril de 2000      | Anderson Mesa        | LONEOS            |
| 446298 | 2014 DU139             | 14 de febrer de 2010   | Mount Lemmon         | Mt. Lemmon Survey |
| 446299 | 2014 EH4               | 26 de maig de 2009     | Mount Lemmon         | Mt. Lemmon Survey |
| 446300 | 2014 EE7               | 16 de març de 2007     | Kitt Peak            | Spacewatch        |

## 446301–446400
| Nom    | Designació provisional | Data de descobriment   | Lloc de descobriment | Descobridor/s        |
| ------ | ---------------------- | ---------------------- | -------------------- | -------------------- |
| 446301 | 2014 ED8               | 21 de febrer de 2007   | Kitt Peak            | Spacewatch           |
| 446302 | 2014 EJ10              | 19 d'abril de 2007     | Mount Lemmon         | Mt. Lemmon Survey    |
| 446303 | 2014 EC14              | 26 de juny de 2011     | Mount Lemmon         | Mt. Lemmon Survey    |
| 446304 | 2014 EN14              | 28 d'agost de 2005     | Kitt Peak            | Spacewatch           |
| 446305 | 2014 EH17              | 31 de gener de 2010    | WISE                 | WISE                 |
| 446306 | 2014 EB28              | 25 de gener de 2007    | Kitt Peak            | Spacewatch           |
| 446307 | 2014 EB47              | 19 de març de 2007     | Mount Lemmon         | Mt. Lemmon Survey    |
| 446308 | 2014 EN49              | 6 de gener de 2010     | Kitt Peak            | Spacewatch           |
| 446309 | 2014 EL51              | 11 d'abril de 2007     | Kitt Peak            | Spacewatch           |
| 446310 | 2014 FU6               | 28 de gener de 2011    | Catalina             | CSS                  |
| 446311 | 2014 FC10              | 14 de setembre de 2007 | Mount Lemmon         | Mt. Lemmon Survey    |
| 446312 | 2014 FT12              | 10 de març de 2007     | Mount Lemmon         | Mt. Lemmon Survey    |
| 446313 | 2014 FF15              | 26 de març de 2003     | Kitt Peak            | Spacewatch           |
| 446314 | 2014 FJ17              | 25 de desembre de 2005 | Mount Lemmon         | Mt. Lemmon Survey    |
| 446315 | 2014 FL17              | 30 d'octubre de 2008   | Kitt Peak            | Spacewatch           |
| 446316 | 2014 FU20              | 16 d'octubre de 2012   | Mount Lemmon         | Mt. Lemmon Survey    |
| 446317 | 2014 FT22              | 25 de juliol de 2008   | Siding Spring        | Siding Spring Survey |
| 446318 | 2014 FH32              | 12 de setembre de 2007 | Mount Lemmon         | Mt. Lemmon Survey    |
| 446319 | 2014 FC35              | 13 de setembre de 2007 | Mount Lemmon         | Mt. Lemmon Survey    |
| 446320 | 2014 FK36              | 14 de setembre de 2005 | Catalina             | CSS                  |
| 446321 | 2014 FH37              | 23 de març de 2003     | Kitt Peak            | Spacewatch           |
| 446322 | 2014 FM37              | 8 d'abril de 2003      | Kitt Peak            | Spacewatch           |
| 446323 | 2014 FJ41              | 14 de març de 2005     | Mount Lemmon         | Mt. Lemmon Survey    |
| 446324 | 2014 FC49              | 22 de gener de 2010    | WISE                 | WISE                 |
| 446325 | 2014 FK50              | 4 de maig de 2010      | Catalina             | CSS                  |
| 446326 | 2014 FW63              | 30 de setembre de 2005 | Mount Lemmon         | Mt. Lemmon Survey    |
| 446327 | 2014 FX63              | 21 de febrer de 2007   | Mount Lemmon         | Mt. Lemmon Survey    |
| 446328 | 2014 FJ64              | 6 de desembre de 2005  | Kitt Peak            | Spacewatch           |
| 446329 | 2014 FP64              | 27 de febrer de 2001   | Cima Ekar            | ADAS                 |
| 446330 | 2014 FW65              | 2 de desembre de 2005  | Kitt Peak            | Spacewatch           |
| 446331 | 2014 FY65              | 20 de març de 2010     | Mount Lemmon         | Mt. Lemmon Survey    |
| 446332 | 2014 FB66              | 30 de gener de 2006    | Kitt Peak            | Spacewatch           |
| 446333 | 2014 GT1               | 13 de setembre de 2007 | Mount Lemmon         | Mt. Lemmon Survey    |
| 446334 | 2014 GN12              | 1 de juliol de 2011    | Mount Lemmon         | Mt. Lemmon Survey    |
| 446335 | 2014 GF16              | 21 d'octubre de 1995   | Kitt Peak            | Spacewatch           |
| 446336 | 2014 GQ16              | 8 de març de 2008      | Catalina             | CSS                  |
| 446337 | 2014 GB29              | 4 d'octubre de 2004    | Kitt Peak            | Spacewatch           |
| 446338 | 2014 GQ33              | 20 de desembre de 2009 | Mount Lemmon         | Mt. Lemmon Survey    |
| 446339 | 2014 GS35              | 13 d'octubre de 2005   | Kitt Peak            | Spacewatch           |
| 446340 | 2014 GT38              | 21 de febrer de 2007   | Kitt Peak            | Spacewatch           |
| 446341 | 2014 GR40              | 23 de març de 2003     | Kitt Peak            | Spacewatch           |
| 446342 | 2014 GL46              | 6 de juliol de 1997    | Kitt Peak            | Spacewatch           |
| 446343 | 2014 GE47              | 5 de desembre de 2005  | Kitt Peak            | Spacewatch           |
| 446344 | 2014 GA49              | 12 de setembre de 2007 | Catalina             | CSS                  |
| 446345 | 2014 HA4               | 2 de setembre de 2008  | Kitt Peak            | Spacewatch           |
| 446346 | 2014 HQ5               | 5 de desembre de 2005  | Mount Lemmon         | Mt. Lemmon Survey    |
| 446347 | 2014 HZ7               | 11 de febrer de 2008   | Mount Lemmon         | Mt. Lemmon Survey    |
| 446348 | 2014 HF8               | 19 de maig de 2010     | Catalina             | CSS                  |
| 446349 | 2014 HM9               | 16 de febrer de 2010   | Kitt Peak            | Spacewatch           |
| 446350 | 2014 HJ10              | 21 d'octubre de 2006   | Mount Lemmon         | Mt. Lemmon Survey    |
| 446351 | 2014 HQ11              | 1 de desembre de 2005  | Mount Lemmon         | Mt. Lemmon Survey    |
| 446352 | 2014 HB12              | 10 de febrer de 2010   | Kitt Peak            | Spacewatch           |
| 446353 | 2014 HN13              | 18 de març de 2010     | Kitt Peak            | Spacewatch           |
| 446354 | 2014 HS13              | 20 de març de 2010     | Kitt Peak            | Spacewatch           |
| 446355 | 2014 HT19              | 22 de març de 2014     | Kitt Peak            | Spacewatch           |
| 446356 | 2014 HP20              | 8 de maig de 2005      | Mount Lemmon         | Mt. Lemmon Survey    |
| 446357 | 2014 HG21              | 15 de desembre de 2007 | Mount Lemmon         | Mt. Lemmon Survey    |
| 446358 | 2014 HM22              | 19 de gener de 2012    | Mount Lemmon         | Mt. Lemmon Survey    |
| 446359 | 2014 HL23              | 12 de març de 2010     | Catalina             | CSS                  |
| 446360 | 2014 HA24              | 16 de maig de 2010     | Kitt Peak            | Spacewatch           |
| 446361 | 2014 HH24              | 2 de juliol de 2011    | Mount Lemmon         | Mt. Lemmon Survey    |
| 446362 | 2014 HW24              | 18 de març de 2010     | Mount Lemmon         | Mt. Lemmon Survey    |
| 446363 | 2014 HU26              | 27 d'octubre de 2008   | Kitt Peak            | Spacewatch           |
| 446364 | 2014 HH28              | 13 de març de 2005     | Kitt Peak            | Spacewatch           |
| 446365 | 2014 HG32              | 13 de novembre de 2007 | Kitt Peak            | Spacewatch           |
| 446366 | 2014 HR34              | 6 d'abril de 2014      | Kitt Peak            | Spacewatch           |
| 446367 | 2014 HW34              | 15 de setembre de 2007 | Mount Lemmon         | Mt. Lemmon Survey    |
| 446368 | 2014 HX37              | 20 d'abril de 2007     | Kitt Peak            | Spacewatch           |
| 446369 | 2014 HW38              | 29 d'abril de 2003     | Kitt Peak            | Spacewatch           |
| 446370 | 2014 HC40              | 28 de juny de 2005     | Kitt Peak            | Spacewatch           |
| 446371 | 2014 HE41              | 18 de gener de 2013    | Mount Lemmon         | Mt. Lemmon Survey    |
| 446372 | 2014 HO44              | 20 d'octubre de 2007   | Kitt Peak            | Spacewatch           |
| 446373 | 2014 HS44              | 23 de gener de 2006    | Kitt Peak            | Spacewatch           |
| 446374 | 2014 HH50              | 10 d'octubre de 1996   | Kitt Peak            | Spacewatch           |
| 446375 | 2014 HP55              | 8 d'octubre de 2007    | Mount Lemmon         | Mt. Lemmon Survey    |
| 446376 | 2014 HP72              | 21 de maig de 2006     | Mount Lemmon         | Mt. Lemmon Survey    |
| 446377 | 2014 HK109             | 12 de febrer de 2004   | Kitt Peak            | Spacewatch           |
| 446378 | 2014 HK123             | 14 de febrer de 2010   | Kitt Peak            | Spacewatch           |
| 446379 | 2014 HJ128             | 18 de gener de 2008    | Kitt Peak            | Spacewatch           |
| 446380 | 2014 HR131             | 28 de gener de 2009    | Kitt Peak            | Spacewatch           |
| 446381 | 2014 HW136             | 21 de desembre de 2008 | Catalina             | CSS                  |
| 446382 | 2014 HK138             | 28 d'octubre de 2008   | Kitt Peak            | Spacewatch           |
| 446383 | 2014 HV138             | 8 de març de 2005      | Mount Lemmon         | Mt. Lemmon Survey    |
| 446384 | 2014 HZ152             | 24 de setembre de 2000 | Socorro              | LINEAR               |
| 446385 | 2014 HQ153             | 19 d'octubre de 2006   | Kitt Peak            | Spacewatch           |
| 446386 | 2014 HH155             | 10 de juliol de 2010   | WISE                 | WISE                 |
| 446387 | 2014 HK159             | 27 de març de 2008     | Mount Lemmon         | Mt. Lemmon Survey    |
| 446388 | 2014 HT162             | 15 de febrer de 2010   | Kitt Peak            | Spacewatch           |
| 446389 | 2014 HA169             | 18 de setembre de 2003 | Kitt Peak            | Spacewatch           |
| 446390 | 2014 HD175             | 17 de novembre de 2011 | Kitt Peak            | Spacewatch           |
| 446391 | 2014 HL175             | 1 de març de 2005      | Kitt Peak            | Spacewatch           |
| 446392 | 2014 HS175             | 2 de febrer de 2001    | Kitt Peak            | Spacewatch           |
| 446393 | 2014 HW175             | 24 de març de 2003     | Kitt Peak            | Spacewatch           |
| 446394 | 2014 HP176             | 10 de juny de 2010     | Mount Lemmon         | Mt. Lemmon Survey    |
| 446395 | 2014 HU178             | 23 d'octubre de 2006   | Mount Lemmon         | Mt. Lemmon Survey    |
| 446396 | 2014 HR179             | 7 de novembre de 2007  | Kitt Peak            | Spacewatch           |
| 446397 | 2014 HR182             | 16 de febrer de 2010   | Mount Lemmon         | Mt. Lemmon Survey    |
| 446398 | 2014 HQ183             | 30 de novembre de 2011 | Kitt Peak            | Spacewatch           |
| 446399 | 2014 HR183             | 23 de novembre de 1997 | Kitt Peak            | Spacewatch           |
| 446400 | 2014 HD185             | 30 de setembre de 2011 | Kitt Peak            | Spacewatch           |

## 446401–446500
| Nom    | Designació provisional | Data de descobriment   | Lloc de descobriment | Descobridor/s        |
| ------ | ---------------------- | ---------------------- | -------------------- | -------------------- |
| 446401 | 2014 HW185             | 6 d'octubre de 2004    | Kitt Peak            | Spacewatch           |
| 446402 | 2014 HV189             | 9 d'octubre de 2010    | Mount Lemmon         | Mt. Lemmon Survey    |
| 446403 | 2014 HB190             | 18 de novembre de 2007 | Kitt Peak            | Spacewatch           |
| 446404 | 2014 HT194             | 25 d'abril de 2003     | Kitt Peak            | Spacewatch           |
| 446405 | 2014 HY194             | 3 de març de 2005      | Catalina             | CSS                  |
| 446406 | 2014 HD195             | 11 de setembre de 2007 | Mount Lemmon         | Mt. Lemmon Survey    |
| 446407 | 2014 JN                | 18 de maig de 2005     | Siding Spring        | Siding Spring Survey |
| 446408 | 2014 JA1               | 8 de febrer de 2002    | Kitt Peak            | Spacewatch           |
| 446409 | 2014 JY1               | 26 d'octubre de 2008   | Mount Lemmon         | Mt. Lemmon Survey    |
| 446410 | 2014 JJ2               | 22 de gener de 2006    | Mount Lemmon         | Mt. Lemmon Survey    |
| 446411 | 2014 JF3               | 2 de novembre de 2011  | Kitt Peak            | Spacewatch           |
| 446412 | 2014 JP3               | 28 de febrer de 2009   | Kitt Peak            | Spacewatch           |
| 446413 | 2014 JU4               | 11 d'agost de 2009     | Siding Spring        | Siding Spring Survey |
| 446414 | 2014 JM6               | 6 d'octubre de 1999    | Kitt Peak            | Spacewatch           |
| 446415 | 2014 JD9               | 12 de febrer de 2008   | Kitt Peak            | Spacewatch           |
| 446416 | 2014 JS11              | 15 de febrer de 2010   | Kitt Peak            | Spacewatch           |
| 446417 | 2014 JV12              | 30 de gener de 2008    | Mount Lemmon         | Mt. Lemmon Survey    |
| 446418 | 2014 JQ14              | 8 de novembre de 2007  | Kitt Peak            | Spacewatch           |
| 446419 | 2014 JG16              | 1 de març de 2008      | Kitt Peak            | Spacewatch           |
| 446420 | 2014 JR20              | 4 de novembre de 2005  | Kitt Peak            | Spacewatch           |
| 446421 | 2014 JM22              | 1 de març de 2008      | Kitt Peak            | Spacewatch           |
| 446422 | 2014 JD23              | 21 de desembre de 2012 | Mount Lemmon         | Mt. Lemmon Survey    |
| 446423 | 2014 JE26              | 11 de març de 2005     | Mount Lemmon         | Mt. Lemmon Survey    |
| 446424 | 2014 JZ27              | 11 de març de 2005     | Mount Lemmon         | Mt. Lemmon Survey    |
| 446425 | 2014 JC28              | 4 de juliol de 2010    | Mount Lemmon         | Mt. Lemmon Survey    |
| 446426 | 2014 JV28              | 5 de maig de 2014      | Mount Lemmon         | Mt. Lemmon Survey    |
| 446427 | 2014 JC32              | 9 de febrer de 2008    | Kitt Peak            | Spacewatch           |
| 446428 | 2014 JH32              | 11 d'abril de 2005     | Mount Lemmon         | Mt. Lemmon Survey    |
| 446429 | 2014 JE35              | 1 d'octubre de 2006    | Kitt Peak            | Spacewatch           |
| 446430 | 2014 JG35              | 24 de març de 2006     | Kitt Peak            | Spacewatch           |
| 446431 | 2014 JH35              | 22 de febrer de 2009   | Kitt Peak            | Spacewatch           |
| 446432 | 2014 JA36              | 27 de març de 2004     | Catalina             | CSS                  |
| 446433 | 2014 JH36              | 15 de novembre de 2011 | Mount Lemmon         | Mt. Lemmon Survey    |
| 446434 | 2014 JK36              | 20 de gener de 2009    | Mount Lemmon         | Mt. Lemmon Survey    |
| 446435 | 2014 JX39              | 19 d'agost de 2006     | Kitt Peak            | Spacewatch           |
| 446436 | 2014 JY39              | 1 de febrer de 2003    | Kitt Peak            | Spacewatch           |
| 446437 | 2014 JD42              | 20 de gener de 2008    | Kitt Peak            | Spacewatch           |
| 446438 | 2014 JJ43              | 25 de maig de 2003     | Kitt Peak            | Spacewatch           |
| 446439 | 2014 JT43              | 1 de març de 2009      | Kitt Peak            | Spacewatch           |
| 446440 | 2014 JU44              | 28 de febrer de 2010   | WISE                 | WISE                 |
| 446441 | 2014 JA45              | 5 de gener de 2013     | Kitt Peak            | Spacewatch           |
| 446442 | 2014 JG45              | 14 de maig de 2004     | Kitt Peak            | Spacewatch           |
| 446443 | 2014 JZ45              | 30 de desembre de 2008 | Kitt Peak            | Spacewatch           |
| 446444 | 2014 JL47              | 14 de febrer de 2013   | Kitt Peak            | Spacewatch           |
| 446445 | 2014 JQ48              | 20 de maig de 2010     | Mount Lemmon         | Mt. Lemmon Survey    |
| 446446 | 2014 JE49              | 7 de maig de 2010      | WISE                 | WISE                 |
| 446447 | 2014 JN58              | 17 de maig de 2010     | Kitt Peak            | Spacewatch           |
| 446448 | 2014 JE59              | 10 de maig de 2007     | Mount Lemmon         | Mt. Lemmon Survey    |
| 446449 | 2014 JU61              | 2 de gener de 2012     | Mount Lemmon         | Mt. Lemmon Survey    |
| 446450 | 2014 JM62              | 1 de març de 2009      | Kitt Peak            | Spacewatch           |
| 446451 | 2014 JN63              | 23 de juny de 2009     | Mount Lemmon         | Mt. Lemmon Survey    |
| 446452 | 2014 JW63              | 19 de gener de 2005    | Kitt Peak            | Spacewatch           |
| 446453 | 2014 JA64              | 27 de març de 2003     | Anderson Mesa        | LONEOS               |
| 446454 | 2014 JR64              | 12 de desembre de 2012 | Kitt Peak            | Spacewatch           |
| 446455 | 2014 JZ64              | 25 de desembre de 2005 | Kitt Peak            | Spacewatch           |
| 446456 | 2014 JP67              | 12 de setembre de 2007 | Mount Lemmon         | Mt. Lemmon Survey    |
| 446457 | 2014 JW67              | 31 de desembre de 2008 | Kitt Peak            | Spacewatch           |
| 446458 | 2014 JK68              | 4 de desembre de 2007  | Kitt Peak            | Spacewatch           |
| 446459 | 2014 JV68              | 3 de març de 2009      | Mount Lemmon         | Mt. Lemmon Survey    |
| 446460 | 2014 JU69              | 21 d'octubre de 2011   | Mount Lemmon         | Mt. Lemmon Survey    |
| 446461 | 2014 JM70              | 24 de maig de 2000     | Kitt Peak            | Spacewatch           |
| 446462 | 2014 JA71              | 2 de febrer de 2008    | Kitt Peak            | Spacewatch           |
| 446463 | 2014 JF72              | 19 de setembre de 2011 | Mount Lemmon         | Mt. Lemmon Survey    |
| 446464 | 2014 JK72              | 19 d'octubre de 2006   | Kitt Peak            | Spacewatch           |
| 446465 | 2014 JA74              | 17 de setembre de 2006 | Kitt Peak            | Spacewatch           |
| 446466 | 2014 JT74              | 18 d'abril de 2009     | Kitt Peak            | Spacewatch           |
| 446467 | 2014 JZ74              | 31 de gener de 1997    | Kitt Peak            | Spacewatch           |
| 446468 | 2014 JL75              | 15 de juny de 2007     | Kitt Peak            | Spacewatch           |
| 446469 | 2014 JY78              | 22 d'abril de 2010     | WISE                 | WISE                 |
| 446470 | 2014 JF79              | 30 de setembre de 2006 | Kitt Peak            | Spacewatch           |
| 446471 | 2014 KA1               | 17 de maig de 2007     | Catalina             | CSS                  |
| 446472 | 2014 KF1               | 7 de gener de 2010     | Mount Lemmon         | Mt. Lemmon Survey    |
| 446473 | 2014 KK3               | 13 de novembre de 2007 | Mount Lemmon         | Mt. Lemmon Survey    |
| 446474 | 2014 KA4               | 16 de setembre de 2006 | Siding Spring        | Siding Spring Survey |
| 446475 | 2014 KV7               | 19 de novembre de 2008 | Kitt Peak            | Spacewatch           |
| 446476 | 2014 KB8               | 24 de gener de 2001    | Kitt Peak            | Spacewatch           |
| 446477 | 2014 KR9               | 25 de març de 2010     | Kitt Peak            | Spacewatch           |
| 446478 | 2014 KX16              | 17 de setembre de 2006 | Catalina             | CSS                  |
| 446479 | 2014 KU17              | 3 de novembre de 2007  | Kitt Peak            | Spacewatch           |
| 446480 | 2014 KX18              | 28 de juliol de 2010   | WISE                 | WISE                 |
| 446481 | 2014 KW19              | 21 d'abril de 2010     | WISE                 | WISE                 |
| 446482 | 2014 KY19              | 21 d'abril de 2014     | Kitt Peak            | Spacewatch           |
| 446483 | 2014 KZ28              | 7 de novembre de 2008  | Mount Lemmon         | Mt. Lemmon Survey    |
| 446484 | 2014 KB29              | 17 de novembre de 2007 | Mount Lemmon         | Mt. Lemmon Survey    |
| 446485 | 2014 KG29              | 16 d'abril de 2007     | Mount Lemmon         | Mt. Lemmon Survey    |
| 446486 | 2014 KY30              | 27 de febrer de 2006   | Kitt Peak            | Spacewatch           |
| 446487 | 2014 KH34              | 19 de juny de 2006     | Mount Lemmon         | Mt. Lemmon Survey    |
| 446488 | 2014 KG38              | 17 de gener de 2009    | Kitt Peak            | Spacewatch           |
| 446489 | 2014 KS39              | 4 de gener de 2012     | Mount Lemmon         | Mt. Lemmon Survey    |
| 446490 | 2014 KO43              | 21 d'agost de 2004     | Catalina             | CSS                  |
| 446491 | 2014 KD48              | 1 de novembre de 1999  | Kitt Peak            | Spacewatch           |
| 446492 | 2014 KX51              | 8 de febrer de 2002    | Kitt Peak            | Spacewatch           |
| 446493 | 2014 KJ53              | 20 de setembre de 1998 | Kitt Peak            | Spacewatch           |
| 446494 | 2014 KS53              | 9 d'abril de 2010      | Kitt Peak            | Spacewatch           |
| 446495 | 2014 KE54              | 10 d'octubre de 2010   | Mount Lemmon         | Mt. Lemmon Survey    |
| 446496 | 2014 KA55              | 15 de juny de 1999     | Kitt Peak            | Spacewatch           |
| 446497 | 2014 KD57              | 24 de gener de 2007    | Mount Lemmon         | Mt. Lemmon Survey    |
| 446498 | 2014 KL57              | 17 de setembre de 2010 | Mount Lemmon         | Mt. Lemmon Survey    |
| 446499 | 2014 KN59              | 7 d'abril de 2008      | Kitt Peak            | Spacewatch           |
| 446500 | 2014 KR59              | 5 de novembre de 2010  | Mount Lemmon         | Mt. Lemmon Survey    |

## 446501–446600
| Nom    | Designació provisional | Data de descobriment   | Lloc de descobriment | Descobridor/s        |
| ------ | ---------------------- | ---------------------- | -------------------- | -------------------- |
| 446501 | 2014 KO65              | 21 de maig de 2006     | Kitt Peak            | Spacewatch           |
| 446502 | 2014 KW66              | 1 de març de 2009      | Mount Lemmon         | Mt. Lemmon Survey    |
| 446503 | 2014 KC67              | 15 d'abril de 2001     | Kitt Peak            | Spacewatch           |
| 446504 | 2014 KF67              | 30 d'agost de 2006     | Anderson Mesa        | LONEOS               |
| 446505 | 2014 KH69              | 30 de gener de 2006    | Kitt Peak            | Spacewatch           |
| 446506 | 2014 KY69              | 4 de novembre de 2007  | Mount Lemmon         | Mt. Lemmon Survey    |
| 446507 | 2014 KC71              | 4 de març de 2005      | Mount Lemmon         | Mt. Lemmon Survey    |
| 446508 | 2014 KZ71              | 31 de gener de 2009    | Mount Lemmon         | Mt. Lemmon Survey    |
| 446509 | 2014 KC72              | 25 de setembre de 2005 | Kitt Peak            | Spacewatch           |
| 446510 | 2014 KD73              | 17 de febrer de 2007   | Kitt Peak            | Spacewatch           |
| 446511 | 2014 KP81              | 26 d'abril de 2003     | Kitt Peak            | Spacewatch           |
| 446512 | 2014 KZ82              | 14 de novembre de 1995 | Kitt Peak            | Spacewatch           |
| 446513 | 2014 KR95              | 23 de setembre de 2011 | Catalina             | CSS                  |
| 446514 | 2014 KU95              | 24 de maig de 2007     | Mount Lemmon         | Mt. Lemmon Survey    |
| 446515 | 2014 KF98              | 30 de novembre de 2008 | Kitt Peak            | Spacewatch           |
| 446516 | 2014 KL99              | 25 d'octubre de 2005   | Mount Lemmon         | Mt. Lemmon Survey    |
| 446517 | 2014 KE100             | 24 de setembre de 2008 | Mount Lemmon         | Mt. Lemmon Survey    |
| 446518 | 2014 KJ101             | 30 de desembre de 2008 | Mount Lemmon         | Mt. Lemmon Survey    |
| 446519 | 2014 LW1               | 17 de setembre de 2006 | Anderson Mesa        | LONEOS               |
| 446520 | 2014 LP2               | 2 de novembre de 2007  | Kitt Peak            | Spacewatch           |
| 446521 | 2014 LO3               | 29 d'octubre de 2011   | Kitt Peak            | Spacewatch           |
| 446522 | 2014 LQ11              | 18 d'octubre de 2007   | Kitt Peak            | Spacewatch           |
| 446523 | 2014 LT11              | 5 de març de 2002      | Kitt Peak            | Spacewatch           |
| 446524 | 2014 LX12              | 13 de desembre de 2006 | Kitt Peak            | Spacewatch           |
| 446525 | 2014 LC13              | 15 d'abril de 2008     | Mount Lemmon         | Mt. Lemmon Survey    |
| 446526 | 2014 LG13              | 17 de novembre de 1999 | Kitt Peak            | Spacewatch           |
| 446527 | 2014 LO18              | 23 de gener de 2006    | Kitt Peak            | Spacewatch           |
| 446528 | 2014 LF23              | 26 de setembre de 2006 | Mount Lemmon         | Mt. Lemmon Survey    |
| 446529 | 2014 LJ24              | 14 de març de 2004     | Kitt Peak            | Spacewatch           |
| 446530 | 2014 ME1               | 10 de novembre de 2005 | Mount Lemmon         | Mt. Lemmon Survey    |
| 446531 | 2014 MX1               | 9 d'octubre de 2004    | Kitt Peak            | Spacewatch           |
| 446532 | 2014 MN4               | 20 d'abril de 2009     | Kitt Peak            | Spacewatch           |
| 446533 | 2014 MP6               | 4 d'abril de 2008      | Mount Lemmon         | Mt. Lemmon Survey    |
| 446534 | 2014 MP14              | 6 de febrer de 2013    | Kitt Peak            | Spacewatch           |
| 446535 | 2014 MR17              | 15 d'agost de 2006     | Siding Spring        | Siding Spring Survey |
| 446536 | 2014 MU28              | 28 d'agost de 2009     | Catalina             | CSS                  |
| 446537 | 2014 MW30              | 9 d'abril de 2010      | Mount Lemmon         | Mt. Lemmon Survey    |
| 446538 | 2014 MX30              | 13 de maig de 1997     | Kitt Peak            | Spacewatch           |
| 446539 | 2014 MT34              | 23 de setembre de 2008 | Kitt Peak            | Spacewatch           |
| 446540 | 2014 MW34              | 1 de març de 2005      | Kitt Peak            | Spacewatch           |
| 446541 | 2014 MF43              | 7 de març de 2013      | Mount Lemmon         | Mt. Lemmon Survey    |
| 446542 | 2014 MY47              | 1 d'abril de 2009      | Mount Lemmon         | Mt. Lemmon Survey    |
| 446543 | 2014 MR55              | 25 d'octubre de 2005   | Kitt Peak            | Spacewatch           |
| 446544 | 2014 MW58              | 10 de setembre de 2010 | Kitt Peak            | Spacewatch           |
| 446545 | 2014 MU64              | 31 de març de 2009     | Kitt Peak            | Spacewatch           |
| 446546 | 2014 MV68              | 27 de setembre de 2006 | Catalina             | CSS                  |
| 446547 | 2014 NY7               | 3 de maig de 2008      | Mount Lemmon         | Mt. Lemmon Survey    |
| 446548 | 2014 NR11              | 22 d'octubre de 2006   | Kitt Peak            | Spacewatch           |
| 446549 | 2014 NP16              | 6 de novembre de 2005  | Kitt Peak            | Spacewatch           |
| 446550 | 2014 NM18              | 7 de juliol de 2010    | Kitt Peak            | Spacewatch           |
| 446551 | 2014 NJ26              | 23 de gener de 2006    | Mount Lemmon         | Mt. Lemmon Survey    |
| 446552 | 2014 NC31              | 5 de maig de 2008      | Mount Lemmon         | Mt. Lemmon Survey    |
| 446553 | 2014 NY32              | 21 d'octubre de 2006   | Kitt Peak            | Spacewatch           |
| 446554 | 2014 NG45              | 15 d'agost de 2009     | Kitt Peak            | Spacewatch           |
| 446555 | 2014 NM65              | 16 de març de 2004     | Siding Spring        | Siding Spring Survey |
| 446556 | 2014 OS1               | 22 de març de 2001     | Kitt Peak            | Spacewatch           |
| 446557 | 2014 OO35              | 14 de desembre de 2010 | Mount Lemmon         | Mt. Lemmon Survey    |
| 446558 | 2014 OJ40              | 12 de febrer de 2012   | Mount Lemmon         | Mt. Lemmon Survey    |
| 446559 | 2014 OC43              | 21 de gener de 2001    | Kitt Peak            | Spacewatch           |
| 446560 | 2014 OQ46              | 30 d'agost de 2005     | Kitt Peak            | Spacewatch           |
| 446561 | 2014 OT51              | 25 de desembre de 2005 | Kitt Peak            | Spacewatch           |
| 446562 | 2014 OD67              | 19 de setembre de 1995 | Kitt Peak            | Spacewatch           |
| 446563 | 2014 OR80              | 7 de gener de 2006     | Kitt Peak            | Spacewatch           |
| 446564 | 2014 OP106             | 25 de desembre de 2011 | Mount Lemmon         | Mt. Lemmon Survey    |
| 446565 | 2014 OF107             | 7 de desembre de 2005  | Kitt Peak            | Spacewatch           |
| 446566 | 2014 OP107             | 10 d'octubre de 2001   | Kitt Peak            | Spacewatch           |
| 446567 | 2014 OL111             | 2 de febrer de 2012    | Kitt Peak            | Spacewatch           |
| 446568 | 2014 ON115             | 15 de febrer de 1994   | Kitt Peak            | Spacewatch           |
| 446569 | 2014 OD116             | 26 de desembre de 2011 | Kitt Peak            | Spacewatch           |
| 446570 | 2014 OX119             | 10 de novembre de 2009 | Kitt Peak            | Spacewatch           |
| 446571 | 2014 OY127             | 2 de febrer de 2008    | Mount Lemmon         | Mt. Lemmon Survey    |
| 446572 | 2014 OJ130             | 12 de setembre de 2007 | Mount Lemmon         | Mt. Lemmon Survey    |
| 446573 | 2014 OY130             | 23 de juny de 2009     | Mount Lemmon         | Mt. Lemmon Survey    |
| 446574 | 2014 OT132             | 18 de setembre de 2004 | Socorro              | LINEAR               |
| 446575 | 2014 OQ133             | 11 de novembre de 1999 | Kitt Peak            | Spacewatch           |
| 446576 | 2014 OE136             | 30 de gener de 2006    | Kitt Peak            | Spacewatch           |
| 446577 | 2014 OG154             | 5 de desembre de 2005  | Kitt Peak            | Spacewatch           |
| 446578 | 2014 OJ204             | 16 de setembre de 2010 | Kitt Peak            | Spacewatch           |
| 446579 | 2014 OV213             | 11 d'abril de 2008     | Mount Lemmon         | Mt. Lemmon Survey    |
| 446580 | 2014 OF217             | 5 de gener de 2002     | Kitt Peak            | Spacewatch           |
| 446581 | 2014 OM223             | 25 de gener de 2010    | WISE                 | WISE                 |
| 446582 | 2014 OF245             | 29 d'octubre de 2010   | Mount Lemmon         | Mt. Lemmon Survey    |
| 446583 | 2014 OW308             | 7 de desembre de 2010  | Mount Lemmon         | Mt. Lemmon Survey    |
| 446584 | 2014 OL335             | 10 de febrer de 2010   | Kitt Peak            | Spacewatch           |
| 446585 | 2014 PF2               | 2 de març de 2005      | Kitt Peak            | Spacewatch           |
| 446586 | 2014 PO11              | 20 de febrer de 2006   | Mount Lemmon         | Mt. Lemmon Survey    |
| 446587 | 2014 QP38              | 6 de setembre de 2008  | Kitt Peak            | Spacewatch           |
| 446588 | 2014 QR301             | 28 de juny de 2013     | Mount Lemmon         | Mt. Lemmon Survey    |
| 446589 | 2014 RY34              | 26 de febrer de 2007   | Mount Lemmon         | Mt. Lemmon Survey    |
| 446590 | 2014 SL125             | 29 de juliol de 2008   | Mount Lemmon         | Mt. Lemmon Survey    |
| 446591 | 2014 SQ302             | 11 de maig de 2007     | Mount Lemmon         | Mt. Lemmon Survey    |
| 446592 | 2015 KA23              | 7 de setembre de 2004  | Socorro              | LINEAR               |
| 446593 | 2015 LK14              | 5 d'abril de 2010      | Kitt Peak            | Spacewatch           |
| 446594 | 2015 LS20              | 19 de novembre de 2007 | Kitt Peak            | Spacewatch           |
| 446595 | 2015 LO23              | 22 de maig de 2010     | WISE                 | WISE                 |
| 446596 | 2015 LX39              | 24 d'octubre de 1995   | Kitt Peak            | Spacewatch           |
| 446597 | 2015 ME4               | 2 de març de 2006      | Kitt Peak            | Spacewatch           |
| 446598 | 2015 MA7               | 15 d'octubre de 2007   | Mount Lemmon         | Mt. Lemmon Survey    |
| 446599 | 2015 MB8               | 7 d'abril de 2014      | Mount Lemmon         | Mt. Lemmon Survey    |
| 446600 | 2015 MF8               | 27 de maig de 2010     | WISE                 | WISE                 |

## 446601–446700
| Nom    | Designació provisional | Data de descobriment   | Lloc de descobriment | Descobridor/s        |
| ------ | ---------------------- | ---------------------- | -------------------- | -------------------- |
| 446601 | 2015 MU8               | 28 de juny de 2010     | WISE                 | WISE                 |
| 446602 | 2015 MD9               | 4 de setembre de 2010  | Mount Lemmon         | Mt. Lemmon Survey    |
| 446603 | 2015 MJ46              | 23 d'agost de 2008     | Kitt Peak            | Spacewatch           |
| 446604 | 2015 MQ46              | 9 d'octubre de 2004    | Socorro              | LINEAR               |
| 446605 | 2015 MX46              | 9 d'octubre de 2007    | Kitt Peak            | Spacewatch           |
| 446606 | 2015 MF47              | 30 de novembre de 2005 | Mount Lemmon         | Mt. Lemmon Survey    |
| 446607 | 2015 MM52              | 1 d'octubre de 2011    | Mount Lemmon         | Mt. Lemmon Survey    |
| 446608 | 2015 MA59              | 14 de desembre de 2004 | Campo Imperatore     | CINEOS               |
| 446609 | 2015 MJ67              | 27 d'octubre de 2005   | Kitt Peak            | Spacewatch           |
| 446610 | 2015 MJ69              | 28 de febrer de 2008   | Kitt Peak            | Spacewatch           |
| 446611 | 2015 MQ71              | 13 de juny de 2004     | Kitt Peak            | Spacewatch           |
| 446612 | 2015 MK73              | 9 de gener de 2007     | Mount Lemmon         | Mt. Lemmon Survey    |
| 446613 | 2015 MJ76              | 6 de març de 2008      | Mount Lemmon         | Mt. Lemmon Survey    |
| 446614 | 2015 MK76              | 28 de gener de 2014    | Mount Lemmon         | Mt. Lemmon Survey    |
| 446615 | 2015 MX76              | 27 de desembre de 2006 | Mount Lemmon         | Mt. Lemmon Survey    |
| 446616 | 2015 MN77              | 21 de desembre de 2006 | Mount Lemmon         | Mt. Lemmon Survey    |
| 446617 | 2015 MM78              | 15 de juny de 2010     | WISE                 | WISE                 |
| 446618 | 2015 MP82              | 16 de setembre de 1999 | Kitt Peak            | Spacewatch           |
| 446619 | 2015 MA83              | 29 de setembre de 2011 | Mount Lemmon         | Mt. Lemmon Survey    |
| 446620 | 2015 MV83              | 1 de gener de 2009     | Kitt Peak            | Spacewatch           |
| 446621 | 2015 MG84              | 9 de setembre de 2007  | Kitt Peak            | Spacewatch           |
| 446622 | 2015 MF85              | 29 de desembre de 2008 | Kitt Peak            | Spacewatch           |
| 446623 | 2015 MK85              | 25 de setembre de 2006 | Kitt Peak            | Spacewatch           |
| 446624 | 2015 MU91              | 22 de novembre de 2006 | Mount Lemmon         | Mt. Lemmon Survey    |
| 446625 | 2015 MW91              | 15 de maig de 2005     | Mount Lemmon         | Mt. Lemmon Survey    |
| 446626 | 2015 MZ98              | 29 d'agost de 2006     | Kitt Peak            | Spacewatch           |
| 446627 | 2015 MZ102             | 21 de novembre de 2005 | Catalina             | CSS                  |
| 446628 | 2015 ME103             | 2 de desembre de 2005  | Socorro              | LINEAR               |
| 446629 | 2015 ML103             | 2 de desembre de 2008  | Mount Lemmon         | Mt. Lemmon Survey    |
| 446630 | 2015 MU107             | 1 d'octubre de 2005    | Kitt Peak            | Spacewatch           |
| 446631 | 2015 ML111             | 4 de desembre de 2007  | Mount Lemmon         | Mt. Lemmon Survey    |
| 446632 | 2015 MN111             | 25 d'octubre de 2005   | Kitt Peak            | Spacewatch           |
| 446633 | 2015 MZ114             | 3 de juliol de 2011    | Mount Lemmon         | Mt. Lemmon Survey    |
| 446634 | 2015 MC116             | 5 d'octubre de 2003    | Kitt Peak            | Spacewatch           |
| 446635 | 2015 MZ117             | 29 d'agost de 2005     | Kitt Peak            | Spacewatch           |
| 446636 | 2015 MA118             | 19 de desembre de 2003 | Kitt Peak            | Spacewatch           |
| 446637 | 2015 MG118             | 26 de juny de 2010     | WISE                 | WISE                 |
| 446638 | 2015 ML120             | 9 de novembre de 2008  | Kitt Peak            | Spacewatch           |
| 446639 | 2015 MS120             | 11 d'abril de 2010     | Mount Lemmon         | Mt. Lemmon Survey    |
| 446640 | 2015 ME121             | 3 de juny de 2005      | Siding Spring        | Siding Spring Survey |
| 446641 | 2015 MN121             | 20 d'octubre de 2011   | Kitt Peak            | Spacewatch           |
| 446642 | 2015 MT123             | 18 de novembre de 2008 | Kitt Peak            | Spacewatch           |
| 446643 | 2015 MM124             | 26 d'octubre de 2008   | Mount Lemmon         | Mt. Lemmon Survey    |
| 446644 | 2015 MJ125             | 25 de novembre de 2005 | Kitt Peak            | Spacewatch           |
| 446645 | 2015 ML125             | 19 d'octubre de 1995   | Kitt Peak            | Spacewatch           |
| 446646 | 2015 MQ125             | 23 d'octubre de 2008   | Mount Lemmon         | Mt. Lemmon Survey    |
| 446647 | 2015 ML126             | 11 de juliol de 2004   | Socorro              | LINEAR               |
| 446648 | 2015 MA129             | 14 de febrer de 2004   | Kitt Peak            | Spacewatch           |
| 446649 | 2015 MK129             | 21 d'agost de 2006     | Kitt Peak            | Spacewatch           |
| 446650 | 2015 MZ129             | 4 de setembre de 2007  | Catalina             | CSS                  |
| 446651 | 2015 NM4               | 20 d'octubre de 2006   | Mount Lemmon         | Mt. Lemmon Survey    |
| 446652 | 2015 NA5               | 2 de maig de 2003      | Kitt Peak            | Spacewatch           |
| 446653 | 2015 NY7               | 27 de desembre de 2006 | Mount Lemmon         | Mt. Lemmon Survey    |
| 446654 | 2015 NE8               | 1 de febrer de 2009    | Mount Lemmon         | Mt. Lemmon Survey    |
| 446655 | 2015 NJ8               | 26 de setembre de 2006 | Catalina             | CSS                  |
| 446656 | 2015 NM8               | 8 de febrer de 2007    | Mount Lemmon         | Mt. Lemmon Survey    |
| 446657 | 2015 NP8               | 26 de setembre de 2008 | Kitt Peak            | Spacewatch           |
| 446658 | 2015 NW8               | 8 d'octubre de 2008    | Mount Lemmon         | Mt. Lemmon Survey    |
| 446659 | 2015 NS9               | 30 de maig de 2006     | Mount Lemmon         | Mt. Lemmon Survey    |
| 446660 | 2015 NP12              | 19 de setembre de 2006 | Kitt Peak            | Spacewatch           |
| 446661 | 2015 NU15              | 6 de desembre de 2005  | Kitt Peak            | Spacewatch           |
| 446662 | 2015 NK16              | 16 de juny de 2004     | Siding Spring        | Siding Spring Survey |
| 446663 | 2015 NL16              | 11 de juliol de 2004   | Socorro              | LINEAR               |
| 446664 | 2015 NY16              | 4 de maig de 2010      | Kitt Peak            | Spacewatch           |
| 446665 | 2015 NM17              | 9 de juny de 2010      | WISE                 | WISE                 |
| 446666 | 2015 NC18              | 4 d'octubre de 2004    | Kitt Peak            | Spacewatch           |
| 446667 | 2015 NE24              | 17 de setembre de 2010 | Catalina             | CSS                  |
| 446668 | 2015 NB25              | 23 de setembre de 2000 | Socorro              | LINEAR               |
| 446669 | 2015 NP25              | 17 de desembre de 2009 | Kitt Peak            | Spacewatch           |
| 446670 | 2015 NQ25              | 26 de juny de 2011     | Mount Lemmon         | Mt. Lemmon Survey    |
| 446671 | 2015 NR25              | 14 de desembre de 2007 | Mount Lemmon         | Mt. Lemmon Survey    |
| 446672 | 2015 OH1               | 31 de gener de 2006    | Mount Lemmon         | Mt. Lemmon Survey    |
| 446673 | 2015 OJ1               | 21 d'octubre de 2012   | Mount Lemmon         | Mt. Lemmon Survey    |
| 446674 | 2015 OC2               | 25 de novembre de 2009 | Mount Lemmon         | Mt. Lemmon Survey    |
| 446675 | 2015 OF2               | 9 de febrer de 2008    | Kitt Peak            | Spacewatch           |
| 446676 | 2015 OS2               | 8 de juliol de 2010    | WISE                 | WISE                 |
| 446677 | 2015 OK7               | 27 de març de 2003     | Kitt Peak            | Spacewatch           |
| 446678 | 2015 OT9               | 12 de juny de 2010     | WISE                 | WISE                 |
| 446679 | 2015 OH11              | 25 de març de 2010     | Mount Lemmon         | Mt. Lemmon Survey    |
| 446680 | 2015 OF13              | 31 d'agost de 2005     | Kitt Peak            | Spacewatch           |
| 446681 | 2015 OY13              | 24 de gener de 2007    | Kitt Peak            | Spacewatch           |
| 446682 | 2015 OP14              | 5 d'abril de 2003      | Kitt Peak            | Spacewatch           |
| 446683 | 2015 OB15              | 8 de març de 2005      | Mount Lemmon         | Mt. Lemmon Survey    |
| 446684 | 2015 OJ15              | 23 de setembre de 2008 | Kitt Peak            | Spacewatch           |
| 446685 | 2015 OW15              | 13 de febrer de 2008   | Kitt Peak            | Spacewatch           |
| 446686 | 2015 OG16              | 1 de març de 2009      | Mount Lemmon         | Mt. Lemmon Survey    |
| 446687 | 2015 OK16              | 9 d'abril de 2010      | Mount Lemmon         | Mt. Lemmon Survey    |
| 446688 | 2015 OQ16              | 31 de desembre de 2008 | Kitt Peak            | Spacewatch           |
| 446689 | 2015 OX16              | 16 d'abril de 2005     | Kitt Peak            | Spacewatch           |
| 446690 | 2015 OO18              | 8 de febrer de 2008    | Kitt Peak            | Spacewatch           |
| 446691 | 2015 OD19              | 30 de setembre de 2006 | Catalina             | CSS                  |
| 446692 | 2015 OH19              | 5 de desembre de 2005  | Kitt Peak            | Spacewatch           |
| 446693 | 2015 OD24              | 22 de maig de 2001     | Kitt Peak            | Spacewatch           |
| 446694 | 2015 OR24              | 1 d'abril de 2011      | Mount Lemmon         | Mt. Lemmon Survey    |
| 446695 | 2015 OX24              | 11 de setembre de 2007 | Catalina             | CSS                  |
| 446696 | 2015 OD25              | 3 de maig de 2011      | Mount Lemmon         | Mt. Lemmon Survey    |
| 446697 | 2015 OK25              | 29 d'agost de 2000     | Socorro              | LINEAR               |
| 446698 | 2015 OM25              | 6 de juliol de 2010    | WISE                 | WISE                 |
| 446699 | 2015 OK26              | 10 de novembre de 2005 | Mount Lemmon         | Mt. Lemmon Survey    |
| 446700 | 2015 OX26              | 6 de novembre de 2008  | Mount Lemmon         | Mt. Lemmon Survey    |

## 446701–446800
| Nom    | Designació provisional | Data de descobriment   | Lloc de descobriment | Descobridor/s        |
| ------ | ---------------------- | ---------------------- | -------------------- | -------------------- |
| 446701 | 2015 OX27              | 30 de juny de 2010     | WISE                 | WISE                 |
| 446702 | 2015 OE28              | 2 de març de 2006      | Kitt Peak            | Spacewatch           |
| 446703 | 2015 OT30              | 11 d'octubre de 2010   | Catalina             | CSS                  |
| 446704 | 2015 OM31              | 26 d'octubre de 2005   | Kitt Peak            | Spacewatch           |
| 446705 | 2015 ON32              | 24 de novembre de 2008 | Mount Lemmon         | Mt. Lemmon Survey    |
| 446706 | 2015 OO32              | 16 de febrer de 2004   | Kitt Peak            | Spacewatch           |
| 446707 | 2015 OV32              | 5 de novembre de 2007  | Mount Lemmon         | Mt. Lemmon Survey    |
| 446708 | 2015 OD34              | 26 de març de 2009     | Kitt Peak            | Spacewatch           |
| 446709 | 2015 ON35              | 16 de juliol de 2004   | Socorro              | LINEAR               |
| 446710 | 2015 OG36              | 1 d'octubre de 2008    | Catalina             | CSS                  |
| 446711 | 2015 OH37              | 20 d'agost de 2004     | Kitt Peak            | Spacewatch           |
| 446712 | 2015 OH38              | 8 d'abril de 2010      | Kitt Peak            | Spacewatch           |
| 446713 | 2015 OH40              | 19 d'agost de 2006     | Kitt Peak            | Spacewatch           |
| 446714 | 2015 ON40              | 10 de setembre de 2004 | Kitt Peak            | Spacewatch           |
| 446715 | 2015 OP40              | 7 de setembre de 2004  | Kitt Peak            | Spacewatch           |
| 446716 | 2015 OK47              | 10 de desembre de 2004 | Kitt Peak            | Spacewatch           |
| 446717 | 2015 OM63              | 15 de novembre de 2007 | Catalina             | CSS                  |
| 446718 | 2015 OP64              | 22 de juny de 2006     | Mount Lemmon         | Mt. Lemmon Survey    |
| 446719 | 2015 OQ65              | 12 de novembre de 2012 | Mount Lemmon         | Mt. Lemmon Survey    |
| 446720 | 2015 OT65              | 6 de setembre de 2007  | Anderson Mesa        | LONEOS               |
| 446721 | 2015 OB66              | 27 de desembre de 2006 | Mount Lemmon         | Mt. Lemmon Survey    |
| 446722 | 2015 OM66              | 16 de gener de 2007    | Mount Lemmon         | Mt. Lemmon Survey    |
| 446723 | 2015 OU69              | 15 d'agost de 2004     | Campo Imperatore     | CINEOS               |
| 446724 | 2015 OW69              | 25 de gener de 2009    | Kitt Peak            | Spacewatch           |
| 446725 | 2015 ON70              | 19 de desembre de 2007 | Kitt Peak            | Spacewatch           |
| 446726 | 2015 OD73              | 10 de febrer de 2008   | Kitt Peak            | Spacewatch           |
| 446727 | 2015 OH73              | 8 d'abril de 2008      | Kitt Peak            | Spacewatch           |
| 446728 | 2015 OK73              | 12 de setembre de 2007 | Catalina             | CSS                  |
| 446729 | 2015 OW73              | 29 d'agost de 2006     | Catalina             | CSS                  |
| 446730 | 2015 OY73              | 3 de juliol de 2011    | Mount Lemmon         | Mt. Lemmon Survey    |
| 446731 | 2015 OF74              | 19 de juny de 2010     | WISE                 | WISE                 |
| 446732 | 2015 OP74              | 4 d'octubre de 1999    | Kitt Peak            | Spacewatch           |
| 446733 | 2015 OT74              | 12 de setembre de 2004 | Socorro              | LINEAR               |
| 446734 | 2015 ON75              | 11 de setembre de 2004 | Socorro              | LINEAR               |
| 446735 | 2015 OE76              | 27 de gener de 2006    | Mount Lemmon         | Mt. Lemmon Survey    |
| 446736 | 2015 OJ76              | 17 de febrer de 2010   | Kitt Peak            | Spacewatch           |
| 446737 | 2015 OR76              | 27 de juny de 2011     | Mount Lemmon         | Mt. Lemmon Survey    |
| 446738 | 2015 OL77              | 7 de setembre de 2004  | Socorro              | LINEAR               |
| 446739 | 2015 OV77              | 22 d'octubre de 2011   | Mount Lemmon         | Mt. Lemmon Survey    |
| 446740 | 2015 OH78              | 27 de setembre de 2000 | Kitt Peak            | Spacewatch           |
| 446741 | 2015 OP78              | 31 de gener de 2006    | Kitt Peak            | Spacewatch           |
| 446742 | 2015 PH                | 23 d'octubre de 2006   | Siding Spring        | Siding Spring Survey |
| 446743 | 2015 PS1               | 23 de juny de 2010     | WISE                 | WISE                 |
| 446744 | 2015 PZ1               | 23 d'abril de 2010     | WISE                 | WISE                 |
| 446745 | 2015 PT2               | 29 de desembre de 2008 | Kitt Peak            | Spacewatch           |
| 446746 | 2015 PW2               | 22 de maig de 2006     | Mount Lemmon         | Mt. Lemmon Survey    |
| 446747 | 2015 PY2               | 16 de gener de 2005    | Kitt Peak            | Spacewatch           |
| 446748 | 2015 PG3               | 9 d'agost de 2004      | Anderson Mesa        | LONEOS               |
| 446749 | 2015 PH3               | 10 de febrer de 2008   | Kitt Peak            | Spacewatch           |
| 446750 | 2015 PP3               | 19 d'abril de 2007     | Kitt Peak            | Spacewatch           |
| 446751 | 2015 PS3               | 31 de gener de 2003    | Kitt Peak            | Spacewatch           |
| 446752 | 2015 PY3               | 25 d'abril de 2004     | Kitt Peak            | Spacewatch           |
| 446753 | 2015 PF5               | 8 de juliol de 2010    | WISE                 | WISE                 |
| 446754 | 2015 PY8               | 3 d'agost de 2008      | Siding Spring        | Siding Spring Survey |
| 446755 | 2015 PY11              | 28 de març de 2008     | Kitt Peak            | Spacewatch           |
| 446756 | 2015 PX12              | 30 de gener de 2006    | Kitt Peak            | Spacewatch           |
| 446757 | 2015 PP29              | 20 de novembre de 2008 | Kitt Peak            | Spacewatch           |
| 446758 | 2015 PS30              | 29 de juliol de 2010   | WISE                 | WISE                 |
| 446759 | 2015 PR31              | 8 de setembre de 2004  | Socorro              | LINEAR               |
| 446760 | 2015 PW31              | 4 de desembre de 2008  | Kitt Peak            | Spacewatch           |
| 446761 | 2015 PJ33              | 13 de setembre de 1996 | Kitt Peak            | Spacewatch           |
| 446762 | 2015 PH34              | 14 de setembre de 2007 | Kitt Peak            | Spacewatch           |
| 446763 | 2015 PN34              | 12 de març de 2010     | WISE                 | WISE                 |
| 446764 | 2015 PO34              | 2 de juliol de 2011    | Siding Spring        | Siding Spring Survey |
| 446765 | 2015 PA37              | 10 de setembre de 2010 | Kitt Peak            | Spacewatch           |
| 446766 | 2015 PC37              | 16 de gener de 1996    | Kitt Peak            | Spacewatch           |
| 446767 | 2015 PN37              | 12 d'octubre de 2007   | Mount Lemmon         | Mt. Lemmon Survey    |
| 446768 | 2015 PO37              | 8 de novembre de 2007  | Kitt Peak            | Spacewatch           |
| 446769 | 2015 PV37              | 5 de novembre de 2007  | Mount Lemmon         | Mt. Lemmon Survey    |
| 446770 | 2015 PD38              | 16 de gener de 2009    | Kitt Peak            | Spacewatch           |
| 446771 | 2015 PH39              | 11 de setembre de 2004 | Kitt Peak            | Spacewatch           |
| 446772 | 2015 PB41              | 16 de març de 2007     | Kitt Peak            | Spacewatch           |
| 446773 | 2015 PB53              | 1 de juliol de 2005    | Kitt Peak            | Spacewatch           |
| 446774 | 2015 PP54              | 11 de juny de 2005     | Kitt Peak            | Spacewatch           |
| 446775 | 2015 PV54              | 8 de gener de 2010     | Mount Lemmon         | Mt. Lemmon Survey    |
| 446776 | 2015 PA60              | 28 de juny de 2008     | Siding Spring        | Siding Spring Survey |
| 446777 | 2015 PU149             | 24 de setembre de 2008 | Kitt Peak            | Spacewatch           |
| 446778 | 2015 PH200             | 31 de desembre de 2008 | Kitt Peak            | Spacewatch           |
| 446779 | 2015 PM202             | 9 de març de 2008      | Kitt Peak            | Spacewatch           |
| 446780 | 2015 PK230             | 17 de març de 2010     | Siding Spring        | Siding Spring Survey |
| 446781 | 2015 PB286             | 3 de novembre de 2007  | Catalina             | CSS                  |
| 446782 | 2015 PN293             | 5 de setembre de 2003  | Campo Imperatore     | CINEOS               |
| 446783 | 1993 TB10              | 12 d'octubre de 1993   | Kitt Peak            | Spacewatch           |
| 446784 | 1995 SQ12              | 18 de setembre de 1995 | Kitt Peak            | Spacewatch           |
| 446785 | 1995 UU24              | 19 d'octubre de 1995   | Kitt Peak            | Spacewatch           |
| 446786 | 1996 GD                | 7 d'abril de 1996      | Haleakala            | AMOS                 |
| 446787 | 1997 TP22              | 5 d'octubre de 1997    | Kitt Peak            | Spacewatch           |
| 446788 | 1997 WM6               | 23 de novembre de 1997 | Kitt Peak            | Spacewatch           |
| 446789 | 1998 FN9               | 24 de març de 1998     | Socorro              | LINEAR               |
| 446790 | 1998 RJ26              | 14 de setembre de 1998 | Socorro              | LINEAR               |
| 446791 | 1998 SJ70              | 26 de setembre de 1998 | Socorro              | LINEAR               |
| 446792 | 1998 TN21              | 13 d'octubre de 1998   | Kitt Peak            | Spacewatch           |
| 446793 | 1998 UF2               | 20 d'octubre de 1998   | Caussols             | ODAS                 |
| 446794 | 1998 UF50              | 19 d'octubre de 1998   | Kitt Peak            | Spacewatch           |
| 446795 | 1999 TD19              | 7 de setembre de 1999  | Socorro              | LINEAR               |
| 446796 | 1999 TC71              | 9 d'octubre de 1999    | Kitt Peak            | Spacewatch           |
| 446797 | 1999 TE74              | 4 de setembre de 1999  | Kitt Peak            | Spacewatch           |
| 446798 | 1999 TE82              | 12 d'octubre de 1999   | Kitt Peak            | Spacewatch           |
| 446799 | 1999 TS92              | 2 d'octubre de 1999    | Socorro              | LINEAR               |
| 446800 | 1999 TC192             | 12 d'octubre de 1999   | Socorro              | LINEAR               |

## 446801–446900
| Nom    | Designació provisional | Data de descobriment   | Lloc de descobriment | Descobridor/s |
| ------ | ---------------------- | ---------------------- | -------------------- | ------------- |
| 446801 | 1999 TT253             | 10 d'octubre de 1999   | Socorro              | LINEAR        |
| 446802 | 1999 TB302             | 9 d'octubre de 1999    | Socorro              | LINEAR        |
| 446803 | 1999 UD54              | 19 d'octubre de 1999   | Kitt Peak            | Spacewatch    |
| 446804 | 1999 VN6               | 4 de novembre de 1999  | Anderson Mesa        | LONEOS        |
| 446805 | 1999 VY20              | 9 d'octubre de 1999    | Socorro              | LINEAR        |
| 446806 | 1999 VK76              | 5 de novembre de 1999  | Kitt Peak            | Spacewatch    |
| 446807 | 1999 VH113             | 9 de novembre de 1999  | Socorro              | LINEAR        |
| 446808 | 1999 VP129             | 11 de novembre de 1999 | Kitt Peak            | Spacewatch    |
| 446809 | 1999 VE131             | 9 de novembre de 1999  | Kitt Peak            | Spacewatch    |
| 446810 | 1999 VT135             | 9 de novembre de 1999  | Socorro              | LINEAR        |
| 446811 | 1999 WN22              | 17 de novembre de 1999 | Kitt Peak            | Spacewatch    |
| 446812 | 1999 XH35              | 7 de desembre de 1999  | Socorro              | LINEAR        |
| 446813 | 1999 XB239             | 2 de novembre de 1999  | Kitt Peak            | Spacewatch    |
| 446814 | 2000 AG209             | 5 de gener de 2000     | Kitt Peak            | Spacewatch    |
| 446815 | 2000 BQ24              | 29 de gener de 2000    | Socorro              | LINEAR        |
| 446816 | 2000 EE38              | 8 de març de 2000      | Socorro              | LINEAR        |
| 446817 | 2000 GO117             | 2 d'abril de 2000      | Kitt Peak            | Spacewatch    |
| 446818 | 2000 GP119             | 5 d'abril de 2000      | Kitt Peak            | Spacewatch    |
| 446819 | 2000 RB53              | 5 de setembre de 2000  | Anderson Mesa        | LONEOS        |
| 446820 | 2000 SK204             | 24 de setembre de 2000 | Socorro              | LINEAR        |
| 446821 | 2000 SO322             | 28 de setembre de 2000 | Kitt Peak            | Spacewatch    |
| 446822 | 2000 WV38              | 20 de novembre de 2000 | Socorro              | LINEAR        |
| 446823 | 2001 FB152             | 26 de març de 2001     | Socorro              | LINEAR        |
| 446824 | 2001 FB181             | 21 de març de 2001     | Kitt Peak            | Spacewatch    |
| 446825 | 2001 OM50              | 21 de juliol de 2001   | Palomar              | NEAT          |
| 446826 | 2001 PE1               | 6 d'agost de 2001      | Haleakala            | NEAT          |
| 446827 | 2001 QL162             | 23 d'agost de 2001     | Anderson Mesa        | LONEOS        |
| 446828 | 2001 QS171             | 25 d'agost de 2001     | Socorro              | LINEAR        |
| 446829 | 2001 QR210             | 23 d'agost de 2001     | Anderson Mesa        | LONEOS        |
| 446830 | 2001 QM226             | 24 d'agost de 2001     | Anderson Mesa        | LONEOS        |
| 446831 | 2001 QR239             | 24 d'agost de 2001     | Socorro              | LINEAR        |
| 446832 | 2001 QT306             | 19 d'agost de 2001     | Cerro Tololo         | Buie, M. W.   |
| 446833 | 2001 RB12              | 10 de setembre de 2001 | Socorro              | LINEAR        |
| 446834 | 2001 RV122             | 12 de setembre de 2001 | Socorro              | LINEAR        |
| 446835 | 2001 SD85              | 20 de setembre de 2001 | Socorro              | LINEAR        |
| 446836 | 2001 SW88              | 20 de setembre de 2001 | Socorro              | LINEAR        |
| 446837 | 2001 SW90              | 20 de setembre de 2001 | Socorro              | LINEAR        |
| 446838 | 2001 SZ119             | 16 de setembre de 2001 | Socorro              | LINEAR        |
| 446839 | 2001 SK120             | 16 de setembre de 2001 | Socorro              | LINEAR        |
| 446840 | 2001 SU126             | 16 de setembre de 2001 | Socorro              | LINEAR        |
| 446841 | 2001 SF157             | 17 de setembre de 2001 | Socorro              | LINEAR        |
| 446842 | 2001 SO198             | 19 de setembre de 2001 | Socorro              | LINEAR        |
| 446843 | 2001 SN208             | 19 de setembre de 2001 | Socorro              | LINEAR        |
| 446844 | 2001 SG226             | 18 de setembre de 2001 | Kitt Peak            | Spacewatch    |
| 446845 | 2001 SN264             | 25 de setembre de 2001 | Socorro              | LINEAR        |
| 446846 | 2001 SR312             | 12 de setembre de 2001 | Socorro              | LINEAR        |
| 446847 | 2001 SB333             | 19 de setembre de 2001 | Palomar              | NEAT          |
| 446848 | 2001 TN27              | 14 d'octubre de 2001   | Socorro              | LINEAR        |
| 446849 | 2001 TF99              | 14 d'octubre de 2001   | Socorro              | LINEAR        |
| 446850 | 2001 TT99              | 14 d'octubre de 2001   | Socorro              | LINEAR        |
| 446851 | 2001 TK109             | 14 d'octubre de 2001   | Socorro              | LINEAR        |
| 446852 | 2001 TN259             | 11 d'octubre de 2001   | Palomar              | NEAT          |
| 446853 | 2001 UW45              | 17 d'octubre de 2001   | Socorro              | LINEAR        |
| 446854 | 2001 UY67              | 20 d'octubre de 2001   | Socorro              | LINEAR        |
| 446855 | 2001 UC72              | 17 d'octubre de 2001   | Haleakala            | NEAT          |
| 446856 | 2001 UY96              | 17 d'octubre de 2001   | Socorro              | LINEAR        |
| 446857 | 2001 UM98              | 17 d'octubre de 2001   | Socorro              | LINEAR        |
| 446858 | 2001 UH129             | 21 de setembre de 2001 | Socorro              | LINEAR        |
| 446859 | 2001 UZ137             | 23 d'octubre de 2001   | Socorro              | LINEAR        |
| 446860 | 2001 UU214             | 23 d'octubre de 2001   | Socorro              | LINEAR        |
| 446861 | 2001 VL39              | 9 de novembre de 2001  | Socorro              | LINEAR        |
| 446862 | 2001 VB76              | 12 de novembre de 2001 | Socorro              | LINEAR        |
| 446863 | 2001 VZ76              | 15 de novembre de 2001 | Socorro              | LINEAR        |
| 446864 | 2001 WK33              | 17 de novembre de 2001 | Socorro              | LINEAR        |
| 446865 | 2001 XM12              | 9 de desembre de 2001  | Socorro              | LINEAR        |
| 446866 | 2001 XC33              | 10 de desembre de 2001 | Kitt Peak            | Spacewatch    |
| 446867 | 2001 XA77              | 11 de desembre de 2001 | Socorro              | LINEAR        |
| 446868 | 2001 XP92              | 10 de desembre de 2001 | Socorro              | LINEAR        |
| 446869 | 2001 XJ102             | 11 de desembre de 2001 | Socorro              | LINEAR        |
| 446870 | 2001 XE123             | 14 de desembre de 2001 | Socorro              | LINEAR        |
| 446871 | 2001 YJ7               | 17 de desembre de 2001 | Socorro              | LINEAR        |
| 446872 | 2001 YU102             | 17 de desembre de 2001 | Socorro              | LINEAR        |
| 446873 | 2001 YO107             | 17 de desembre de 2001 | Socorro              | LINEAR        |
| 446874 | 2001 YF131             | 18 de desembre de 2001 | Socorro              | LINEAR        |
| 446875 | 2001 YG148             | 18 de desembre de 2001 | Socorro              | LINEAR        |
| 446876 | 2002 AB30              | 11 de desembre de 2001 | Socorro              | LINEAR        |
| 446877 | 2002 AX85              | 9 de gener de 2002     | Socorro              | LINEAR        |
| 446878 | 2002 AH137             | 17 de desembre de 2001 | Socorro              | LINEAR        |
| 446879 | 2002 CJ4               | 7 de febrer de 2002    | Kitt Peak            | Spacewatch    |
| 446880 | 2002 CE195             | 10 de febrer de 2002   | Socorro              | LINEAR        |
| 446881 | 2002 CA316             | 13 de febrer de 2002   | Kitt Peak            | Spacewatch    |
| 446882 | 2002 DR13              | 16 de febrer de 2002   | Palomar              | NEAT          |
| 446883 | 2002 DY15              | 16 de febrer de 2002   | Palomar              | NEAT          |
| 446884 | 2002 EA8               | 9 de febrer de 2002    | Kitt Peak            | Spacewatch    |
| 446885 | 2002 GB66              | 16 de març de 2002     | Kitt Peak            | Spacewatch    |
| 446886 | 2002 GN74              | 20 de març de 2002     | Kitt Peak            | Spacewatch    |
| 446887 | 2002 GZ82              | 10 d'abril de 2002     | Socorro              | LINEAR        |
| 446888 | 2002 JA10              | 6 de maig de 2002      | Socorro              | LINEAR        |
| 446889 | 2002 JW82              | 11 de maig de 2002     | Socorro              | LINEAR        |
| 446890 | 2002 JU86              | 18 d'abril de 2002     | Kitt Peak            | Spacewatch    |
| 446891 | 2002 JU107             | 10 de maig de 2002     | Palomar              | NEAT          |
| 446892 | 2002 JL134             | 13 de febrer de 2002   | Kitt Peak            | Spacewatch    |
| 446893 | 2002 NO                | 4 de juliol de 2002    | Kitt Peak            | Spacewatch    |
| 446894 | 2002 NZ74              | 5 de juliol de 2002    | Palomar              | NEAT          |
| 446895 | 2002 PQ63              | 10 d'agost de 2002     | Socorro              | LINEAR        |
| 446896 | 2002 PZ75              | 8 d'agost de 2002      | Palomar              | NEAT          |
| 446897 | 2002 PW171             | 8 d'agost de 2002      | Palomar              | NEAT          |
| 446898 | 2002 PR183             | 15 d'agost de 2002     | Palomar              | NEAT          |
| 446899 | 2002 PD192             | 15 d'agost de 2002     | Palomar              | NEAT          |
| 446900 | 2002 QP32              | 29 d'agost de 2002     | Palomar              | NEAT          |

## 446901–447000
| Nom    | Designació provisional | Data de descobriment   | Lloc de descobriment | Descobridor/s            |
| ------ | ---------------------- | ---------------------- | -------------------- | ------------------------ |
| 446901 | 2002 QE61              | 17 d'agost de 2002     | Palomar              | NEAT                     |
| 446902 | 2002 QA115             | 16 d'agost de 2002     | Palomar              | NEAT                     |
| 446903 | 2002 QL119             | 28 d'agost de 2002     | Palomar              | NEAT                     |
| 446904 | 2002 QB133             | 28 de gener de 2000    | Kitt Peak            | Spacewatch               |
| 446905 | 2002 QS139             | 16 d'agost de 2002     | Palomar              | NEAT                     |
| 446906 | 2002 RR5               | 3 de setembre de 2002  | Palomar              | NEAT                     |
| 446907 | 2002 RE21              | 4 de setembre de 2002  | Anderson Mesa        | LONEOS                   |
| 446908 | 2002 RU26              | 4 de setembre de 2002  | Palomar              | NEAT                     |
| 446909 | 2002 RQ80              | 5 de setembre de 2002  | Socorro              | LINEAR                   |
| 446910 | 2002 RL159             | 11 de setembre de 2002 | Haleakala            | NEAT                     |
| 446911 | 2002 RY189             | 5 de setembre de 2002  | Socorro              | LINEAR                   |
| 446912 | 2002 RW203             | 14 de setembre de 2002 | Palomar              | NEAT                     |
| 446913 | 2002 RW233             | 14 de setembre de 2002 | Palomar              | Matson, R.               |
| 446914 | 2002 RR244             | 15 de setembre de 2002 | Palomar              | NEAT                     |
| 446915 | 2002 RR271             | 4 de setembre de 2002  | Palomar              | NEAT                     |
| 446916 | 2002 SF70              | 9 de setembre de 2002  | Palomar              | NEAT                     |
| 446917 | 2002 TN15              | 2 d'octubre de 2002    | Socorro              | LINEAR                   |
| 446918 | 2002 TT114             | 3 d'octubre de 2002    | Palomar              | NEAT                     |
| 446919 | 2002 TB196             | 3 d'octubre de 2002    | Socorro              | LINEAR                   |
| 446920 | 2002 TY296             | 11 d'octubre de 2002   | Socorro              | LINEAR                   |
| 446921 | 2002 TN310             | 4 d'octubre de 2002    | Apache Point         | Sloan Digital Sky Survey |
| 446922 | 2002 UM72              | 16 d'octubre de 2002   | Palomar              | NEAT                     |
| 446923 | 2002 VL2               | 3 de novembre de 2002  | Palomar              | NEAT                     |
| 446924 | 2002 VV17              | 7 de novembre de 2002  | Socorro              | LINEAR                   |
| 446925 | 2002 VH27              | 5 de novembre de 2002  | Socorro              | LINEAR                   |
| 446926 | 2002 VD98              | 6 de novembre de 2002  | Anderson Mesa        | LONEOS                   |
| 446927 | 2002 VH102             | 5 de novembre de 2002  | Socorro              | LINEAR                   |
| 446928 | 2002 VP107             | 12 de novembre de 2002 | Socorro              | LINEAR                   |
| 446929 | 2002 VA108             | 12 de novembre de 2002 | Socorro              | LINEAR                   |
| 446930 | 2002 VZ144             | 4 de novembre de 2002  | Palomar              | NEAT                     |
| 446931 | 2002 VD145             | 4 de novembre de 2002  | Palomar              | NEAT                     |
| 446932 | 2002 WN13              | 27 de novembre de 2002 | Anderson Mesa        | LONEOS                   |
| 446933 | 2002 XA25              | 5 de desembre de 2002  | Socorro              | LINEAR                   |
| 446934 | 2002 XZ35              | 5 de desembre de 2002  | Socorro              | LINEAR                   |
| 446935 | 2002 XZ38              | 10 de desembre de 2002 | Socorro              | LINEAR                   |
| 446936 | 2002 XJ61              | 10 de desembre de 2002 | Socorro              | LINEAR                   |
| 446937 | 2002 XN119             | 12 de desembre de 2002 | Palomar              | NEAT                     |
| 446938 | 2002 YQ5               | 31 de desembre de 2002 | Socorro              | LINEAR                   |
| 446939 | 2002 YE13              | 9 de desembre de 2002  | Kitt Peak            | Spacewatch               |
| 446940 | 2003 BH34              | 26 de gener de 2003    | Palomar              | NEAT                     |
| 446941 | 2003 BQ65              | 30 de gener de 2003    | Anderson Mesa        | LONEOS                   |
| 446942 | 2003 FZ10              | 23 de març de 2003     | Kitt Peak            | Spacewatch               |
| 446943 | 2003 FS11              | 23 de març de 2003     | Kitt Peak            | Spacewatch               |
| 446944 | 2003 FF32              | 23 de març de 2003     | Catalina             | CSS                      |
| 446945 | 2003 FH39              | 24 de març de 2003     | Kitt Peak            | Spacewatch               |
| 446946 | 2003 GM47              | 7 d'abril de 2003      | Kitt Peak            | Spacewatch               |
| 446947 | 2003 HH50              | 30 d'abril de 2003     | Kitt Peak            | Spacewatch               |
| 446948 | 2003 JS5               | 1 de maig de 2003      | Kitt Peak            | Spacewatch               |
| 446949 | 2003 LL7               | 1 d'agost de 2003      | Cerro Tololo         | Buie, M. W.              |
| 446950 | 2003 MO7               | 26 d'agost de 2003     | Haleakala            | NEAT                     |
| 446951 | 2003 RF6               | 1 de setembre de 2003  | Socorro              | LINEAR                   |
| 446952 | 2003 RE24              | 15 de setembre de 2003 | Palomar              | NEAT                     |
| 446953 | 2003 SR3               | 16 de setembre de 2003 | Kitt Peak            | Spacewatch               |
| 446954 | 2003 SM4               | 16 de setembre de 2003 | Socorro              | LINEAR                   |
| 446955 | 2003 SC11              | 17 de setembre de 2003 | Kitt Peak            | Spacewatch               |
| 446956 | 2003 SY31              | 18 de setembre de 2003 | Kitt Peak            | Spacewatch               |
| 446957 | 2003 SD127             | 19 de setembre de 2003 | Piszkéstető          | Piszkesteto              |
| 446958 | 2003 SQ132             | 19 de setembre de 2003 | Kitt Peak            | Spacewatch               |
| 446959 | 2003 SW243             | 28 de setembre de 2003 | Kitt Peak            | Spacewatch               |
| 446960 | 2003 SJ270             | 24 de setembre de 2003 | Haleakala            | NEAT                     |
| 446961 | 2003 ST365             | 26 de setembre de 2003 | Apache Point         | Sloan Digital Sky Survey |
| 446962 | 2003 SV408             | 28 de setembre de 2003 | Apache Point         | Sloan Digital Sky Survey |
| 446963 | 2003 TK                | 1 d'octubre de 2003    | Kitt Peak            | Spacewatch               |
| 446964 | 2003 TS47              | 18 de setembre de 2003 | Kitt Peak            | Spacewatch               |
| 446965 | 2003 UV41              | 17 d'octubre de 2003   | Kitt Peak            | Spacewatch               |
| 446966 | 2003 UX59              | 17 d'octubre de 2003   | Anderson Mesa        | LONEOS                   |
| 446967 | 2003 UO112             | 20 d'octubre de 2003   | Socorro              | LINEAR                   |
| 446968 | 2003 UP190             | 23 d'octubre de 2003   | Junk Bond            | Junk Bond                |
| 446969 | 2003 UO303             | 17 d'octubre de 2003   | Kitt Peak            | Spacewatch               |
| 446970 | 2003 UL304             | 18 d'octubre de 2003   | Kitt Peak            | Spacewatch               |
| 446971 | 2003 UQ308             | 19 d'octubre de 2003   | Kitt Peak            | Spacewatch               |
| 446972 | 2003 UT322             | 16 d'octubre de 2003   | Kitt Peak            | Spacewatch               |
| 446973 | 2003 UV337             | 18 d'octubre de 2003   | Kitt Peak            | Spacewatch               |
| 446974 | 2003 UF338             | 18 d'octubre de 2003   | Apache Point         | Sloan Digital Sky Survey |
| 446975 | 2003 UJ349             | 19 d'octubre de 2003   | Apache Point         | Sloan Digital Sky Survey |
| 446976 | 2003 UX355             | 19 d'octubre de 2003   | Kitt Peak            | Spacewatch               |
| 446977 | 2003 UE403             | 23 d'octubre de 2003   | Apache Point         | Sloan Digital Sky Survey |
| 446978 | 2003 WF22              | 19 de novembre de 2003 | Kitt Peak            | Spacewatch               |
| 446979 | 2003 WH25              | 18 de novembre de 2003 | Kitt Peak            | Spacewatch               |
| 446980 | 2003 WB30              | 18 de novembre de 2003 | Kitt Peak            | Spacewatch               |
| 446981 | 2003 WD35              | 19 de novembre de 2003 | Kitt Peak            | Spacewatch               |
| 446982 | 2003 WJ46              | 18 de novembre de 2003 | Catalina             | CSS                      |
| 446983 | 2003 WW85              | 20 de novembre de 2003 | Kitt Peak            | Spacewatch               |
| 446984 | 2003 WP110             | 20 de novembre de 2003 | Socorro              | LINEAR                   |
| 446985 | 2003 WZ163             | 30 de novembre de 2003 | Kitt Peak            | Spacewatch               |
| 446986 | 2003 WS192             | 24 de novembre de 2003 | Socorro              | LINEAR                   |
| 446987 | 2003 XY                | 3 de desembre de 2003  | Socorro              | LINEAR                   |
| 446988 | 2003 YJ11              | 17 de desembre de 2003 | Socorro              | LINEAR                   |
| 446989 | 2003 YG14              | 17 de desembre de 2003 | Socorro              | LINEAR                   |
| 446990 | 2003 YM22              | 18 de desembre de 2003 | Socorro              | LINEAR                   |
| 446991 | 2003 YL24              | 17 de desembre de 2003 | Kitt Peak            | Spacewatch               |
| 446992 | 2003 YD33              | 16 de desembre de 2003 | Catalina             | CSS                      |
| 446993 | 2003 YE39              | 19 de desembre de 2003 | Kitt Peak            | Spacewatch               |
| 446994 | 2003 YD42              | 19 de desembre de 2003 | Kitt Peak            | Spacewatch               |
| 446995 | 2003 YM116             | 27 de desembre de 2003 | Socorro              | LINEAR                   |
| 446996 | 2003 YL181             | 29 de desembre de 2003 | Kitt Peak            | Spacewatch               |
| 446997 | 2004 BV3               | 16 de gener de 2004    | Palomar              | NEAT                     |
| 446998 | 2004 BJ103             | 31 de gener de 2004    | Socorro              | LINEAR                   |
| 446999 | 2004 BA129             | 16 de gener de 2004    | Kitt Peak            | Spacewatch               |
| 447000 | 2004 BR131             | 16 de gener de 2004    | Kitt Peak            | Spacewatch               |